# Fahrzeuggetriebe

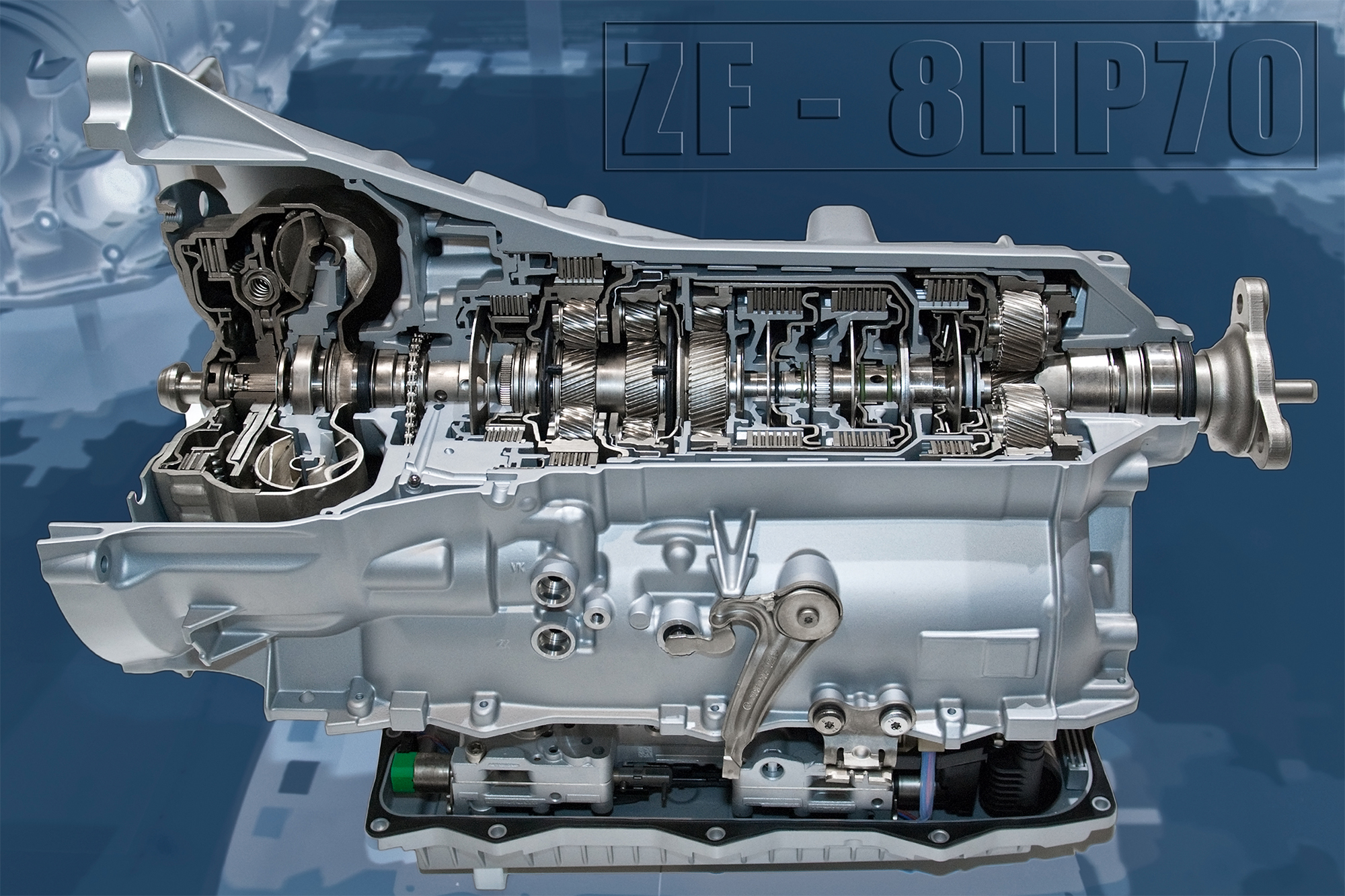
Acht-Stufen-Automatikgetriebe der ZF Friedrichshafen vom Typ 8HP70

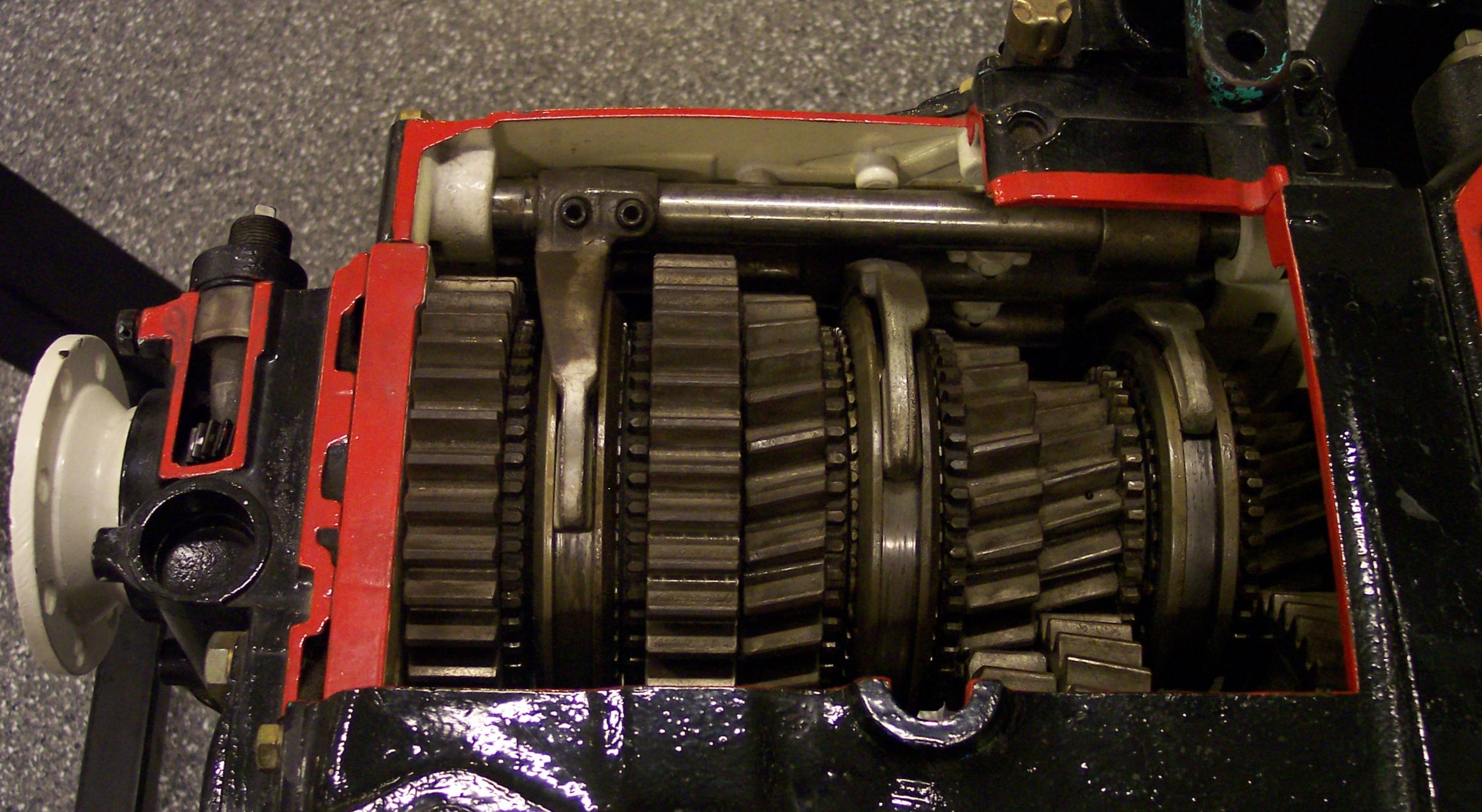
Ein Fahrzeugschaltgetriebe eines Lkw; gut zu sehen die Schaltgabeln und -muffen

Ein Fahrzeuggetriebe ist das Getriebe im Antriebsstrang eines Fahrzeuges, das die Motordrehzahl auf die Antriebsdrehzahl übersetzt. Bei Kraftfahrzeugen mit Verbrennungsmotor ist es als (manuelles oder automatisches) Schaltgetriebe ausgeführt, um den Faktor zwischen kleinster und größter Geschwindigkeit mit dem Faktor zwischen kleinster und größter Motordrehzahl zur Deckung zu bringen. Bei Elektrofahrzeugen wird meistens ein Festgetriebe eingesetzt, da Elektromotoren keine Mindestdrehzahl benötigen und die Leistung über einen erheblich größeren Drehzahlbereich gleichmäßig bereitstellen können.
Das Fahrzeuggetriebe ist eine Unter-/Sonderform des allgemeinen Getriebes, wie der Begriff im Maschinenbau definiert ist: Im Allgemeinen werden Vorrichtungen für jegliche kinematisch gekoppelte Wandlung oder Umsetzung von Bewegungen „Getriebe“ genannt.

## Notwendigkeit
Fahrzeuggetriebe erlauben es, die engen Drehzahlbereiche von Verbrennungsmotoren in die für einen normalen Fahrbetrieb notwendigen Raddrehzahlen umzuformen.
Beispiel
Ein Pkw hat eine kleinste Geschwindigkeit von Vmin= 5 km/h (geschlossene Kupplung) und eine Höchstgeschwindigkeit Vmax= 250 km/h. Das ergibt einen Faktor = {\displaystyle \textstyle {\frac {V_{\text{max}}}{V_{\text{min}}}}} = 50 für die Kardanwelle (den Ausgang des Fahrzeuggetriebes). Der Verbrennungsmotor hat eine Leerlaufdrehzahl von 600/min sowie eine höchste Drehzahl von 6000/min, also einen Faktor von 10. Ohne Schaltgetriebe könnte der Pkw, wenn 600/min Motordrehzahl zu 5 km/h führten, also maximal 50 km/h erreichen.

## Kenngrößen und Begriffe
- Getriebe wandeln Drehzahl und Drehmoment und werden daher auch als Kennungswandler klassifiziert.[1]
- Übliche Fahrzeuggetriebe übersetzen ins Langsame (ugs. auch „untersetzen“) in Kfz in den niederen Gängen – jene für das langsame Fahren – und übersetzen ins Schnelle (ugs. auch „übersetzen“) in den hohen Gängen, d. h. dort dreht sich die Kardanwelle (Abtrieb) dann schneller als die Kurbelwelle (Antrieb).
- Die Spreizung eines Getriebes gibt das Verhältnis zwischen größter und kleinster Übersetzung an.[2]
Beispiel: Ein Getriebe mit einer Übersetzung im ersten Gang von 1:4 ins Langsame und von 1:0,8 im höchsten Gang hat eine Spreizung von 5, da 4/0,8 = 5.
- Bei der Auslegung für Pkw wird sowohl für einzelne Gänge als auch für das Gesamtgetriebe zwischen optimaler, langer und überdrehender (kurzer) Auslegung unterschieden.
  - Bei der optimalen Auslegung wird die Übersetzung so gewählt, dass das Fahrzeug im höchsten Gang (in der Ebene) bei Motor-Nenndrehzahl (maximale Leistung) die höchste Geschwindigkeit erreicht, die mit dieser Nennleistung überhaupt möglich ist.
  - Bei (zu) langer Auslegung erreicht der Motor im höchsten Gang nicht seine Nenndrehzahl und damit auch nicht seine maximale Leistung, die Fahrzeug-Höchstgeschwindigkeit wird dann oft im nächstkleineren Gang erreicht. Nachteil dieser Getriebeauslegung ist, dass für den verwendbaren Bereich die Abstufungen gröber werden. Vorteil ist eine niedrigere Drehzahl des Motors bei höheren Geschwindigkeiten; bei höheren Geschwindigkeiten läuft er leiser und verbraucht weniger.
  - Bei überdrehender ((zu) kurzer) Auslegung ist der höchste Gang so niedrig übersetzt, dass der Motor (in diesem Gang) selbst bei seiner maximalen Drehzahl nicht seine volle Leistung abgeben muss: Das Fahrzeug erreicht nicht die der Motorleistung entsprechende (theoretische) maximale Geschwindigkeit, sondern der Motor läuft schon zuvor in seine Drehzahlbegrenzung.
Diese Abstufung ermöglicht bei sportlichen Pkw gute Beschleunigungswerte und für Nutzfahrzeuge gute Fahrleistungen in Steigungen (Lkw, Schlepper).
- Die Gangabstufung wird bei Stufengetrieben häufig als geometrisch oder aber progressiv ausgelegt. Bei der geometrischen Abstufung haben zwei benachbarte Gänge stets den gleichen Stufensprung, beispielsweise eine um x % höhere/niedrigere Übersetzung. Bei der progressiven Stufung nimmt dagegen der Stufensprung bei den höheren Gängen ab, um das Leistungsangebot des Motors besser den Fahrwiderständen (Luftwiderstand) anzupassen und komfortableres Schaltverhalten zu erzielen. Der Stufensprung wird häufig so gewählt, dass die Differenz der Höchstgeschwindigkeiten in den oberen Gängen gleich bleibt.[3]
Beispiel: Progressive Stufungen werden bei schnellen Kfz verwendet, weil bei höherer Fahrgeschwindigkeit der Luftwiderstand quadratisch ansteigt und den überwiegenden Einfluss auf den Leistungsbedarf hat (der Leistungsbedarf aus dem Luftwiderstand ist gegeben aus Luftwiderstandskraft mal Geschwindigkeit und steigt also kubisch).

## Manuelle Betätigung

Sinnbild für Schaltgetriebe nach ISO 7000

### Allgemeines
Bei einem Schaltgetriebe – auch Wechselgetriebe genannt – werden die Drehzahlübersetzungen durch die Zahnradpaare gebildet. Die häufigste Ausführung eines Handschaltgetriebes ist die des Stirnradgetriebes. Geschaltet wird durch die Schaltmechanik im Getriebe. Diese Mechanik im Getriebe ist wiederum über ein Gestänge oder Seilzug mit einem Schalthebel verbunden.
Das Drehmoment wird auf die Getriebeeingangswelle von der Kupplung über ein Keilwellenprofil übertragen. Auf der Getriebeeingangswelle sind entweder die Zahnräder der einzelnen Getriebestufen montiert, die mit der Getriebeausgangswelle kämmen oder Eingangswelle und Ausgangswelle des Getriebes sind koaxial (fluchtend), aber geteilt (gemeinsam als Hauptwelle bezeichnet) mit einer achsparallelen Vorgelegewelle.
Schaltgetriebe lassen sich zunächst in der Art des An- und Abtriebes unterscheiden:
- Sind An- und Abtriebswelle koaxial (fluchtend), so hat das Getriebe zusätzlich eine Vorgelegewelle. Diese Bauform findet sich vor allem bei längseingebauten Frontmotoren mit Hinterradantrieb.
- Die Bauform mit parallel versetzter An- und Abtriebswelle wird meist in Fahrzeugen mit Frontantrieb durch quer- oder längseingebautem Frontmotor oder bei Fahrzeugen mit längs-/quereingebautem Heckmotor und Heckantrieb (Bus, Sport- und Kleinstwagen) verwendet.

Dort, wo Motoren durch viele Zylinder lang bauen (Oberklasse, Lkw), dominieren die koaxialen Getriebe, da für die langen Motoren und ein langes Getriebe mit kleinem Durchmesser genügend Bauraum im Fahrzeug ist.
Bauarten mit koaxialen Wellen haben meist mehrere der folgenden Merkmale:
- Die aus An- und Abtrieb bestehende Hauptwelle ist geteilt, auf der Antriebsseite befindet sich die Vorschaltgruppe.
- Die Vorschaltgruppe am Getriebeeingang überträgt über eines oder eines von mehreren Zahnradpaaren die Leistung auf die Vorgelegewelle.
- Die Vorgelegewelle(n) sind ihrerseits wieder mit mehreren Zahnradpaaren (Übersetzungsstufen) zur Ausgangsseite der Hauptwelle verbunden.
- Die Nachschaltgruppe oder Range-Splitter befindet sich auf der Verlängerung der Hauptwelle am Getriebeausgang.
- Der direkte Gang verbindet An- und Abtriebswelle meist formschlüssig; die Vorgelegewelle läuft ohne Momentenübertragung „frei“ mit.
- Bei rein manueller Betätigung des Getriebes gibt es für Vorschaltgruppe, Vorgelege und Nachschaltgruppe je einen Wählhebel.

Die Anzahl der Gänge ergibt sich als [Gangzahl Vorschaltgruppe] × [Gangzahl Vorgelege] × [Gangzahl Nachschaltgruppe].
Die Vorschaltgruppe wird bei Fahrzeugen verwendet, die viele Übersetzungsstufen brauchen, wie Lkw. Für die Nachschaltgruppe bieten sich Planetengetriebe an, die im Normalbetrieb ohne Verlustleistung als Block umlaufen (Übersetzung 1:1) und erst bei Bedarf zugeschaltet werden: als Untersetzungsgetriebe  für das Fahren abseits der Straße in Geländefahrzeugen oder als Overdrive mit Übersetzung ins Schnelle um einen „Schongang“ zu verwirklichen.
Getriebe mit parallel-versetzten Wellen führen die Leistung von der Antriebswelle über Zahnradstufen zur Abtriebswelle, das Vorgelege entfällt. Ein 1:1-übersetzter Gang ist nur über ein Zahnradpaar möglich, der günstige Wirkungsgrad eines direkten Ganges ist also nicht möglich. In Pkw werden in der Regel wenige Gänge benötigt, so dass die Vorschaltgruppe meist nur aus einem Zahnradsatz besteht und eine Nachschaltgruppe entfällt.
Bei allen Fahrzeuggetrieben versucht man, den Abtrieb nahe an die Mitte der gedachten Achse der angetriebenen Räder zu legen, um Einflüsse aus unterschiedlich langen Antriebswellen und technische Begrenzungen beim Lenkeinschlag zu vermeiden. Dies ist bei Frontantrieben mit quereingebauten Motoren besonders schwierig, hier sind nur kurze Getriebe möglich, die dafür einen etwas größeren Durchmesser haben dürfen. Der Abtrieb zum Differential befindet sich an der Motorseite. Um das Getriebe kurz und mit größerem Durchmesser zu bauen, werden meist mehrere Abtriebswellen verwendet, die alle jeweils über ein Zahnrad mit einem Zahnrad auf der Haupt-Abtriebswelle verbunden sind; jede Abtriebswelle trägt nur einen Teil der Gänge.
Zum Gangwechsel muss der Kraftfluss unterbrochen werden. Dies wird durch eine Kupplung bewirkt. Der Fahrer betätigt hierbei das Kupplungspedal oder den Kupplungshebel, die Kupplung trennt und er kann mit dem Schalthebel und der damit verbundenen Schaltmechanik im Getriebe einen Gang wechseln (Schaltvorgang). Das Schaltgetriebe ist auch heute noch die am häufigsten anzutreffende Getriebeart in Kraftfahrzeugen.

### Schaltmuffengetriebe

Koaxiales Fünfgang-Klauenschaltgetriebe:
Die vom Motor kommende Antriebswelle (grün) treibt die Vorgelegewelle (rot) an. Die Räder (blau) der Gänge 1, 2, 3 und 5 sind frei drehend auf Abtriebswelle (türkis) gelagert. Schaltklauen (pink) verbinden diese Räder bei Bedarf mit der Abtriebswelle. Der 4. Gang ist „direkt“ ohne Verwendung der Vorgelegewelle. Der Rückwärtsgang koppelt über ein Schieberad (orange), das die Drehrichtung umkehrt.

Schaltmuffengetriebe sind die häufigste Getriebebauform in Kraftfahrzeugen. Alle Gangräder sind schrägverzahnt und befinden sich in ständigem Eingriff (außer denen des Rückwärtsgangs). Innenverzahnte Schaltmuffen, die über ein Paar aus außenverzahnter wellenfester Nabe und einer Außenverzahnung am losen Gangrad geschoben werden, stellen einen Kraftfluss von der Antriebs- zur Abtriebswelle her. Die Schaltmuffen werden durch Schaltgabeln und Schaltstangen über den Schalthebel betätigt. Abhängig von der Getriebebauform (koaxial oder parallel verlaufende Antriebs- und Abtriebswelle) kann der Aufbau verschieden sein. Im Folgenden wird beispielhaft die Wirkungsweise eines koaxialen Schaltmuffengetriebes beschrieben:
Der Kraftfluss erfolgt vom Motor ausgehend (Antriebswelle) über eine Vorgelegewelle hin zur Abtriebswelle, über die die Kraft das Getriebe verlässt. Von dem vorderen Teil der Antriebswelle ausgehend wird über das erste Zahnradpaar die Vorgelegewelle angetrieben. Durch Schalten der jeweiligen nachfolgenden Zahnradstufen wird das Drehmoment von der Vorgelegewelle auf den hinteren Teil der Hauptwelle geleitet und von dort weiter zum Abtrieb. Ein Zahnrad ist fest mit der Welle verbunden, beim anderen kann mit der Schaltmuffe, die vom Schalthebel verschoben wird, eine formschlüssige Verbindung mit der Welle geschaltet werden. In der Regel sitzen die Schaltmuffen an der Hauptwelle, sie können auch auf der Vorgelegewelle sein. Durch direktes Koppeln der Antriebswelle mit der Abtriebswelle wird der Abtrieb direkt angetrieben (direkter Gang), die Vorgelegewelle läuft in diesem Fall leer mit, ohne Drehmomente zu übertragen. Im Leerlauf läuft die Vorgelegewelle ebenfalls mit, jedoch stellt keine der Schaltmuffen einen Kraftschluss zur Abtriebswelle her.
Solche Schaltungen lassen eine freie Gangwahl zumindest theoretisch zu: Es kann von jedem Gang in jeden anderen geschaltet werden. Eine Sonderstellung nimmt der Rückwärtsgang ein, dieser wird auch bei heutigen Schaltmuffengetrieben nicht mittels Schaltmuffe, sondern entsprechend einem Schieberadgetriebe geschaltet.

#### Zwischengas
Bis Ende der 1950er Jahre waren Fahrzeuge mit unsynchronisierten Schaltmuffengetrieben verbreitet, bei Lkw gab es diese auch noch bis in die 1980er Jahre. Diese Getriebe werden mitunter auch den Klauengetrieben zugerechnet. Beim Gangwechsel musste die Drehzahldifferenz zwischen den Gängen ausgeglichen werden. Dazu wurde die Drehzahl der Getriebeeingangswelle beim Hochschalten durch Zwischenkuppeln im Leerlauf verringert, beim Herunterschalten durch Zwischengas (kurzes Einkuppeln im Leerlauf und gleichzeitiges Gasgeben) erhöht. Bei Fehlern stellte sich ein Rattern ein, das den Schaltvorgang begleitete. Ursache war die als Vielzahnmuffe ausgeführte Schaltmuffe, die in den mit anderer Drehzahl laufenden Kupplungskörper des Gangrades geschoben wurde. So kam es früher auf die Geschicklichkeit des Fahrers an, wie geräuschvoll der Schaltvorgang ausgeführt wurde. Während Schaltmuffengetriebe eine Synchronisierung erhalten können, sind andere Getriebebauweisen wie das Schieberadgetriebe, das Klauen- und Ziehkeilgetriebe grundsätzlich unsynchronisiert.

#### Synchronisation
Heutige Schaltmuffengetriebe haben zusätzlich eine Synchronisierung. Ein oder mehrere Synchronringe und Zahnräder mit Synchronkegel verbinden zunächst reibschlüssig Zahnrad und Welle, so dass sich beim Verschieben der Schaltmuffe zum (auf der Welle rollengelagerten) Zahnrad zunächst eine sanfte Anpassung von Zahnraddrehzahl und Wellendrehzahl ergibt, bis bei gleicher Drehgeschwindigkeit (synchronisiert) die Schaltmuffe in ihre Endlage weiter verschoben werden kann und damit formschlüssige Kraftübertragung hergestellt ist.
Es handelt sich grundsätzlich um eine einseitige Drehzahlanpassung von Zahnrad oder Welle, abhängig davon, auf welcher Welle (Abtriebs-, Vorgelege- oder Antriebswelle) sich die Schaltmechanik befindet, weil die Abtriebsdrehzahl abhängig von den Drehzahlen der Antriebsräder des Fahrzeugs ist und somit letztlich durch die Fahrzeuggeschwindigkeit bestimmt. Sobald ein Gang eingelegt wird, ist damit durch das Übersetzungsverhältnis auch die Antriebsdrehzahl bestimmt.
Synchronringe können kleine Drehmomente übertragen, ausreichend um kleine Schwungmassen von Zahnrädern und Wellen gegen die Widerstände von Rollenlagern und Getriebeölbad kurzzeitig anzutreiben und die prinzipbedingte hohe Verlustwärme von Reibschluss bei Geschwindigkeitsdifferenzen materialbedingt auszuhalten. Ebenso wie Drehzahlen in der Getriebeantriebsseite, müssen beim Schaltvorgang die Drehzahlen auch vor dem Getriebe im Antriebsstrang angepasst werden, im Motor und allen damit verbundenen rotierenden Massen, wozu auch die Verbraucher am Keilriemen zählen. Der Kraftfluss zwischen Motor und Getriebe muss für diese Anpassung auf jeden Fall unterbrochen worden. Theoretisch ist dazu keine physische Trennung erforderlich, sondern eine entsprechende Motorsteuerung würde diese Anforderung ebenfalls erfüllen. Abgesehen vom Motorradbereich wird zur Trennung des Kraftflusses, auch bei automatisierten Synchrongetrieben, zum Gangwechsel die Fahrzeugkupplung betätigt. Bei Motorrädern gibt es Ausnahmen, was mit den dort verwendeten Kupplungen zusammenhängt.

### Weitere Bauformen

#### Schieberadgetriebe

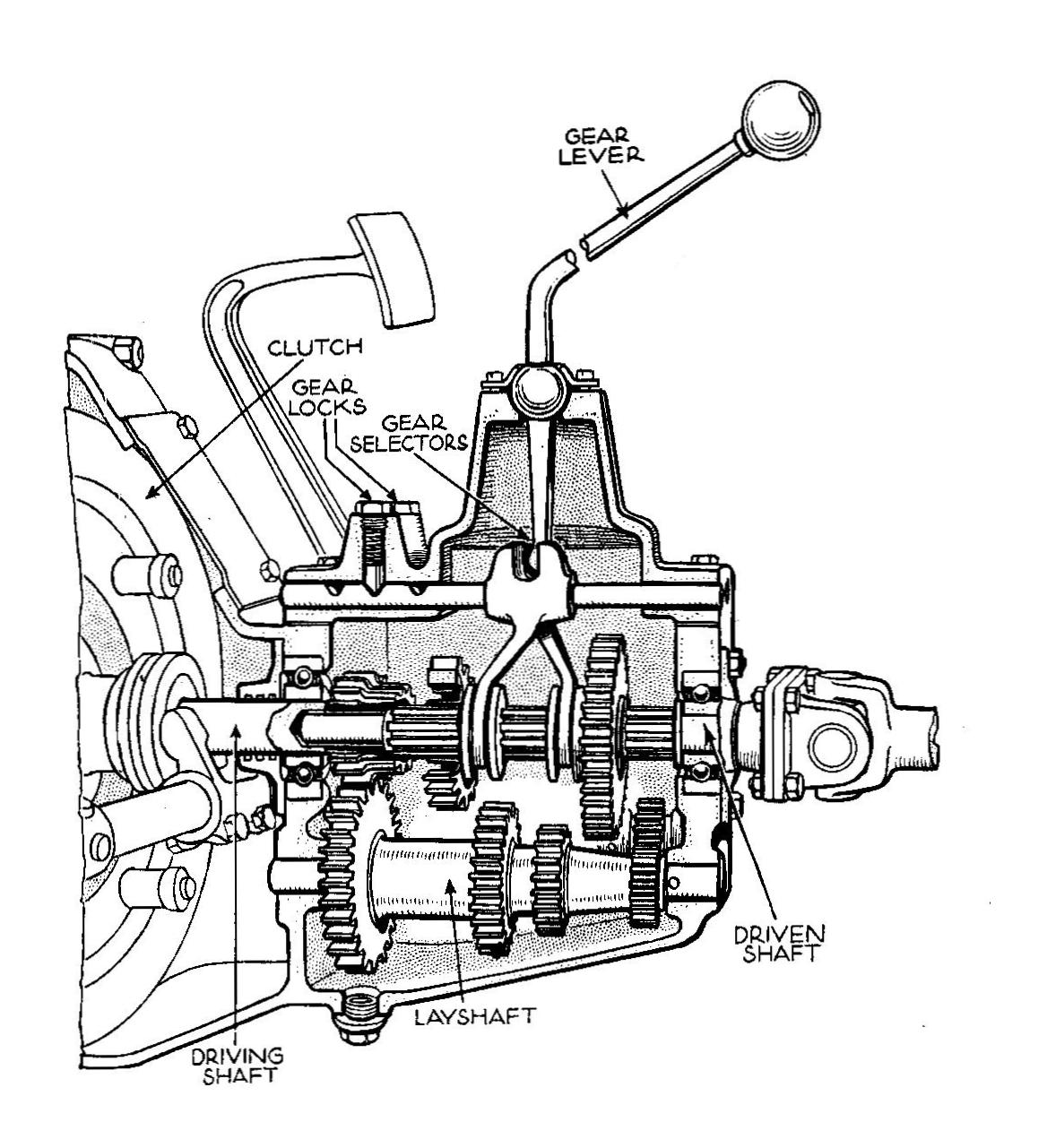
Dreigang-Schieberadgetriebe mit direktem Gang: Die Zahnräder auf der Hauptwelle (oben) werden zum Schalten mit den Schaltgabeln so verschoben, dass ein Rad in ein gegenüberliegendes Zahnrad auf der Vorgelegewelle (unten) eingreift oder im dritten Gang die Hauptwelle über eine Klauenkupplung mit dem Getriebeeingang verbindet.

Bei Schieberadgetrieben sind die Gangräder fast immer gerade verzahnt und die Naben und Getriebewellen mit Keilnuten versehen, also nicht auf der Vorgelegewelle verdrehbar. Sie werden beim Schalten auf der Welle verschoben und sind also nicht ständig im Eingriff.
Schieberadgetriebe sind grundsätzlich unsynchronisiert. Die gerade Verzahnung erschwert den geräuschfreien Gangwechsel, der Zwischengas beim Herunter- und Zwischenkuppeln beim Hochschalten erfordert. Zudem ist im Betrieb ein charakteristisches, lautes Heulgeräusch zu vernehmen. Mit Klauen- oder Muffen geschaltete Getriebe erlauben dagegen die Verwendung von Zahnrädern mit Schrägverzahnung und sanfterem Zahneingriff sowie eine Synchronisierung. Das gewaltsame Einlegen des Gangs führt bei Schieberadgetrieben zu Schäden an den Zahnrädern.
Schieberadgetriebe waren bis in die 1930er-Jahre weit verbreitet. Die letzten deutschen Personenkraftwagen mit einem Schieberadgetriebe waren einige Lloyd-Typen. Auch beim VW Käfer waren anfangs noch der 1. und 2. Gang als Schieberäder ausgeführt, der 3. und 4. Gang geräuscharm schrägverzahnt mit Klauenschaltung, die Klauen waren als längs verschiebbare runde Stifte und passende halbrunde Nuten in Wellen und Zahnrädern ausgeführt. Für den Rückwärtsgang wird das Prinzip des Schieberadgetriebes bis heute angewendet, weshalb sich dieser vergleichsweise schwer einlegen lässt und ein deutlich hörbares Heulgeräusch erzeugt.
Getriebe für Rennsportanwendungen, auch kurz Renngetriebe genannt, werden auch heute noch als Schieberadgetriebe gebaut. Dies ermöglicht bei gleichen Maßen eine höhere Belastbarkeit durch größeres maximal übertragbares Drehmoment, da Wellen stärker dimensioniert werden können. Dies ist relevant bei Rallyefahrzeugen und Fahrzeugen der Cup-Klasse, oder durch verringertes Gewicht bei Touren- und Rennwagen. Die aktuelle Entwicklung im Rennsport geht zu unterbrechungsfrei hochschaltenden Getrieben, durch den hohen Luftwiderstand und das geringe Gewicht büßen Rennwagen bei einem konventionellen Gangwechsel 2–3 km/h ein. Dafür werden kurzzeitig zwei Gänge gleichzeitig eingelegt. Um einen Getriebeschaden zu vermeiden, gibt es verschiedene Möglichkeiten: Eine ist die Verwendung von einem oder mehreren Freiläufen, so dass beim überschneidenden Hochschalten das schneller drehende Zahnrad des höheren Gangs das langsamer drehende Zahnrad des niedrigeren Gangs überholt. Der Freilauf verhindert hierbei, dass das Getriebe verspannt wird. Die andere Variante besteht darin, dass für einige Millisekunden zwei Gänge gleichzeitig eingelegt sind. Um dies ohne Verspannungen zu ermöglichen, ist ein Verdrehspiel zwischen den Gangrädern und ihrer Welle erforderlich. Wenn der vorher eingelegte Gang nicht rechtzeitig herausgezogen wird, so kommt es zu einem Getriebeschaden. Bei den Schaltvorgängen kommt es zu sehr starken Schaltstößen, deshalb sind derartige Bauarten für PKW ungeeignet.

#### Klauengetriebe
Beim Klauengetriebe wird der Kraftschluss nicht mittels Schaltmuffe, sondern durch eine Schaltklaue hergestellt. Die Begriffe lassen sich jedoch nicht immer eindeutig voneinander abgrenzen. Teilweise werden auch unsynchronisierte Schaltmuffengetriebe als klauengeschaltet bezeichnet, um sie von synchronisierten Schaltmuffengetrieben abzugrenzen.
Die Zahnräder von Haupt- und Vorgelegewelle oder An- und Abtriebswelle bilden Paare und greifen ineinander. Je ein Zahnrad ist auf seiner Welle fest montiert, das andere frei drehend, aber axial fixiert. Um einen Kraftschluss zwischen der Welle und dem frei drehenden Zahnrad herzustellen, werden diese mit einer Klauenkupplung auf der Welle fixiert. Eine Klauenkupplung ist auf der Welle verdrehsicher und axial verschiebbar befestigt. An den Flanken befinden sich Zahnprofile, deren Gegenstücke sich in der Zahnradflanke wiederfinden. Für einen Schaltvorgang wird die Klauenkupplung von der Schaltgabel gegen ein Zahnrad gedrückt. Rasten die Zahnprofile ein, ist der Gang eingelegt. In der Regel sind die Gangräder schräg verzahnt, was einen geschmeidigeren Gangwechsel gestattet als bei den zuvor verbreiteten Schieberadgetrieben. Um die Geräuschentwicklung niedrig zu halten und größere Drehmomente übertragen zu können, sind hier ständig mehrere Zähne im Eingriff. Allerdings entstehen durch Schrägverzahnungen Axialkräfte, die von der Lagerung aufgenommen werden müssen, außer bei der Pfeilverzahnung. Dort gleichen die gegensinnigen Schrägverzahnungen (in einem Zahnrad) die Axialkräfte aus. Für die Rückwärtsfahrt ist eine Drehrichtungsumkehr erforderlich. Dies wird durch ein weiteres Zahnrad erreicht. Das gewaltsame Einlegen des Ganges führt zu Schäden an den Schaltklauen.
Bei klauengeschalteten sequenziellen Getrieben greifen die Schaltgabeln mit passenden Stiften in die teilweise gewendelten Nuten einer Schaltwalze ein. Beim Verdrehen der Schaltwalze bewegen die Schaltgabeln entsprechend der Nutenform die Zahnräder hin oder her und schalten so die Gänge. Die Schaltwalze wird über einen Ratschenmechanismus vom Schalthebel betätigt. Diese Bauweise ist unter anderem bei Motorrädern verbreitet.

#### Sequenzielle Getriebe
Sequenzielle Getriebe lassen sich nicht wahlfrei schalten, es kann nur jeweils in den nächsthöheren oder nächstniedrigeren Gang gewechselt werden – den nächsten in der Sequenz. Es ist nicht möglich, einen oder mehrere Gänge zu überspringen. Ein solches Getriebe findet sich beispielsweise im Smart Fortwo und in Motorrädern; auch Doppelkupplungsgetriebe werden stets sequenziell betrieben – sie müssten beim Überspringen eines Gangs eine Zugkraftunterbrechung in Kauf nehmen oder (ohne Unterbrechung) zwei Gänge überspringen. Sequenzielle Getriebe haben den Vorteil, dass die Gefahr des „Verschaltens“ minimiert wird (ähnlich wie bei einer Kulissenschaltung).
Bei sequenziellen Getrieben gibt es verschiedene Ausführungen, je nach Anwendungsfall.
Ziehkeilgetriebe besitzen wie auch die Schieberadgetriebe feste Gangräder. Sie werden vorwiegend bei stationären Maschinen und leichten Fahrzeugen verwendet. Bei den meisten Ziehkeilgetrieben wird in einer genuteten Welle ein Keil beim Gangwechsel längs bewegt und das jeweilige Zahnrad mit Formschluss verriegelt. Sie wurden unter anderem in Mokicks und Kleinkrafträdern von DKW, Simson und Zündapp verwendet, dort auch in Zweitakt-Motorrädern bis 250 cm³ Hubraum und beim Kleinwagen Janus; außerdem beim aufpreispflichtigen, elektromagnetisch betätigten Vorwählgetriebe Selectromat des Goggomobil.
Auch beim Kegelzuggetriebe wird auf die Schaltklauen verzichtet. Innerhalb der hohlen Vorgelegewelle ist an einer Stange ein Kegel befestigt; dieser drückt durch Bohrungen in der Vorgelegewelle an den Gangrädern Kugeln nach außen, die für einen Formschluss zwischen Welle und Gangrad sorgen.
Schaltwalzengetriebe kommen meist im Motorsport zur Anwendung. Sie haben für den Gangwechsel Schaltwalzen. Über die Schaltwalzen werden die Schaltstangen und/oder Schaltgabeln eines herkömmlichen Schaltmuffengetriebes angesteuert.

#### Planetengetriebe
Planetengetriebe weisen eine sehr kompakte, aber komplexe Bauform auf. Ein bekanntes Anwendungsbeispiel ist die Nabenschaltung bei Fahrrädern.

#### Kettengetriebe
An einigen Motorradmodellen von Zündapp und Victoria, Nürnberg wurden Kettengetriebe mit vier Übersetzungsstufen verwendet. Dabei sind die Kettenradpaare ständig im Eingriff. Verschiebbare Kupplungen stellen den Kraftschluss her. Konstrukteur dieser Getriebe war Richard Küchen.

## Automatisierte Betätigung

Sinnbild für Automatikgetriebe nach ISO 7000

### Geschichte
Ende der 1920er Jahre wurde bei der englischen Daimler Motor Company eine Schalthilfe entwickelt, die aus der Kombination eines Wechselgetriebes mit gekoppelten Planetenradsätzen nach dem Konzept des irisch-britischen Ingenieurs Walter Gordon Wilson mit einer Strömungskupplung nach Ideen des Deutschen Hermann Föttinger bestand. Bei den ab 1930 als Fluid Flywheel hauptsächlich in britischen Doppeldeckerbussen eingesetzten automatisierten Vorwählgetrieben wurde an einem kleinen Wahlhebel an der Lenkradsäule die Gangstufe mit Druckluft-Unterstützung voreingestellt und mit dem linken Kupplungspedal geschaltet. Dies war wesentlich leichter als der Kraftaufwand beim sonst üblichen Kuppeln, Zwischengas-Geben und Schalten über ein mechanisches Gestänge. Die Associated Equipment Company (AEC) benutzte das Vorwählgetriebe mit Fluid Flywheel für tausende von Bussen (z. B. AEC Regent III = RT) des London Passenger Transport Boards (LPTB) und dessen Nachfolgeunternehmens London Transport Executive (LTE).
Während Automatikgetriebe in US-amerikanischen Pkw schon in den 1950er Jahren weit verbreitet waren, setzten sich diese für größere Nutzkraftfahrzeuge erst wesentlich später durch, obwohl insbesondere bei Stadtbussen enorme Schaltarbeit zu leisten war. Wegen der verglichen mit Pkw großen Nutzmasse und den Übertragungsmomenten war die Entwicklung eines hinreichend kompakten Automatikgetriebes mit Drehmomentwandler für größere Busse mit Schwierigkeiten verbunden. Mitte der 1970er Jahre wurde in Zusammenarbeit von MAN und Renk mit dem „Doromat 873“ ein geeignetes Automatikgetriebe entwickelt.

### Bedienweise

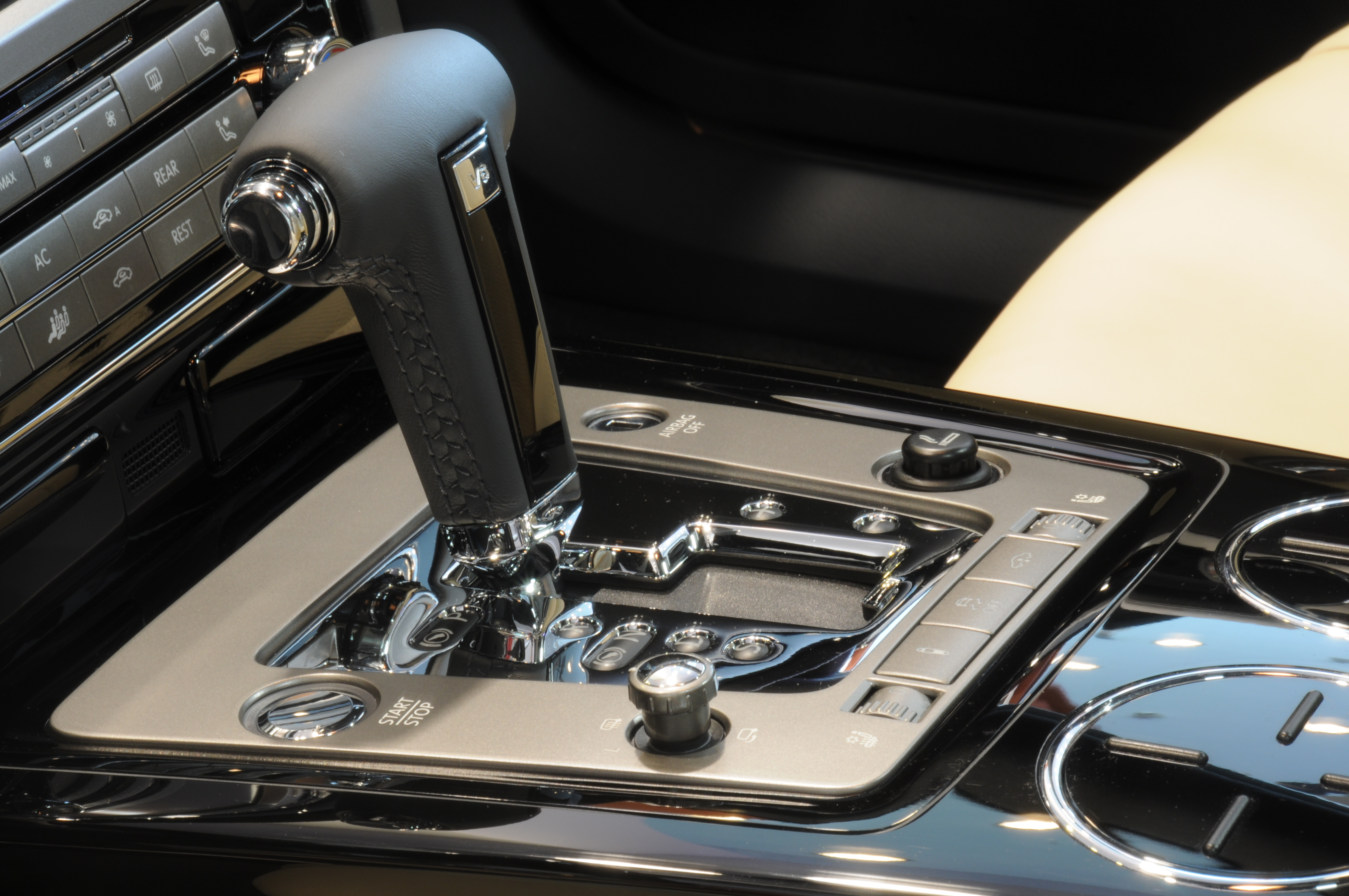
Automatikwählhebel

Üblich ist ein Wählhebel auf dem Fahrzeug-Mitteltunnel mit den Einstellmöglichkeiten
P: Park, Parkstellung mit mechanischer Verriegelung des Getriebes gegen Wegrollen
R: Reverse, Rückwärtsgang
N: Neutral, Leerlauf
D: Drive, Vorwärtsfahrt mit automatischer Gangwahl
In Automatikgetrieben wird üblicherweise diese Reihenfolge eingehalten, da beispielsweise in den USA gesetzliche Vorgaben dafür existieren.
Manche Getriebe bieten weitere Fahrstufen an. Oft ist ein manueller Modus möglich: beispielsweise M oder S in Verbindung mit + und −. Eine Vorrichtung zum manuellen Schalten des Automatikgetriebes in einer zweiten Schaltgasse oder mit gesonderten Bedienelementen. Der Fahrer kann so eine manuelle Vorwahl treffen, um in die Getriebesteuerung einzugreifen und eine höhere oder niedrigere Fahrstufe wählen.

### Verbreitung in Europa
Im internationalen Vergleich liegt der Anteil der mit Automatikschaltung ausgerüsteten Personenkraftfahrzeuge in Westeuropa nach wie vor unter den Prozentsätzen von Ländern wie den USA und Japan. Seitens der deutschsprachigen Fachpresse wurde mit Erscheinen ausgereifter Wandler-Getriebekonstruktionen, etwa von ZF, schon in den 1960er Jahren ein klarer Trend zum Automatikgetriebe gesehen. Tatsächlich wurde von PKW-Käufern in Europa jedoch noch lange Zeit das manuelle Schaltgetriebe bevorzugt. Erst in der jüngeren Vergangenheit hat sich das Verhältnis zugunsten der Automatikgetriebe verschoben: Waren 2000 noch nur 20 Prozent, 2010 27 Prozent der in Deutschland hergestellten Neuwagen mit einem Automatikgetriebe ausgestattet, stieg diese Zahl bis 2018 auf 48 Prozent, 2022 auf 60 Prozent an. Als erste große deutsche Marke kündigte Mercedes-Benz 2020 an, bei der Entwicklung neuer Fahrzeuggenerationen künftig völlig auf manuelle Schaltgetriebe verzichten zu wollen. Im Mai 2022 läuft diese Umstellung in der gesamten Produktpalette bei Mercedes und anderen Herstellern. Die gegenwärtig zunehmende Verbreitung von Elektroautos tut ihr übriges dazu, dass manuelle Schaltgetriebe (und sogar Schaltgetriebe allgemein) vom Markt verdrängt werden.
Automatikgetriebe hatten in der Vergangenheit einige Nachteile gegenüber manuell betätigten Schaltgetrieben, die jedoch kaum oder gar nicht mehr zutreffend sind:
- geringeres Beschleunigungsvermögen (wenn keine Wandlerüberhöhung vorliegt)
- geringere Endgeschwindigkeit (heute nur geringfügig)
- höheren Verbrauch (heute nur geringfügig)
- verzögertes Ansprechen zu Beginn eines Überholvorgangs
- Aufpreis gegenüber dem Schaltgetriebe (nicht in allen Märkten üblich)
- andere Verkehrsverhältnisse

Noch immer unverändert ist es allerdings bei sämtlichen Varianten der Automatikgetriebe nicht möglich, falls der Motor nicht startet (bspw. wegen einer leeren Batterie), diesen anzuschieben und so zu starten, wodurch in diesem Fall immer externe Starthilfe erforderlich ist.
Hinzu kommt das mitunter unsportliche Image der Automatik, die in der klassischen Form des Wandlers mit Planetengetriebe selten im Motorsport anzutreffen ist.
Einer schwedischen Studie zufolge senkt die Verwendung eines Automatikgetriebes bei Senioren die Anzahl der Fahrfehler, bei Fahrern mittleren Alters besteht hingegen kein derartiger Zusammenhang.

### Automatisierte Schaltgetriebe
Automatisierte Schaltgetriebe, im Englischen auch als Automated Manual Transmission (AMT) bekannt, ermöglichen aufgrund speziell abgestimmter Fahrprogramme der Getriebesteuerung die Kombination von erhöhtem Fahrkomfort durch eine benutzerfreundliche Getriebesteuerung mit der Wirtschaftlichkeit durch reduzierten Kraftstoffverbrauch und verringerte Emissionswerte. Wesentlicher Unterschied zwischen den im Folgenden behandelten klassischen automatisierten Schaltgetrieben (ASG) und Doppelkupplungsgetrieben (DKG) ist, dass beim ASG nur eine Kupplung vorhanden ist. Nachteilig ist die Zugkraftunterbrechung – der Kraftfluss muss zum Schalten kurzzeitig unterbrochen werden. Von Vorteil ist, dass die Kupplung im Ruhezustand geschlossen ist und nur zum Öffnen Energie braucht, weshalb das ASG meist in besonders sparsame und leichte Fahrzeuge verbaut wird.
Beim DKG sind zwei Kupplungen vorhanden. Der Vorteil ist, dass beim Öffnen der einen Kupplung die andere gleichzeitig schließen kann und so die Zugkraft nicht unterbrochen wird. Nachteilig ist, dass beide Kupplungen im Ruhezustand offen sind und die Kupplung im aktiven Leistungszweig mit Energieaufwand zugehalten werden muss.

#### Klassisches automatisiertes Schaltgetriebe (ASG)
Ein automatisiertes Schaltgetriebe, auch automatisches Schaltgetriebe genannt, ist ein herkömmliches Schaltgetriebe, das um automatisierte Schaltkomponenten erweitert ist. Der grundsätzliche Unterschied zu einem Schaltgetriebe besteht darin, den Gangwechsel nicht vom Fahrer durchführen zu lassen, sondern durch hydraulisch betätigte Zylinder sowie elektrische Stellmotoren der Aktorik. Während des Gangwechsels trennt der angesteuerte Kupplungsaktor die Zugkraft, anschließend wird durch die im Getriebesteuergerät hinterlegte Getriebelogik der berechnete Gangwechsel an die Schaltaktorik des Getriebes weitergeleitet, und das Getriebe schaltet in den nächsthöheren oder niedrigeren Gang.
Die Schaltvorgänge werden beim automatisierten Schaltgetriebe automatisch durch das im Steuergerät hinterlegte Schaltprogramm durchgeführt, oder aber es besteht für den Fahrer die Möglichkeit, über den Wählhebel in der Mittelkonsole oder die Tippschalter am Lenkrad den nächsthöheren oder aber den nächstniedrigeren Gang anzuweisen. Durch das Schaltprogramm werden Schaltfehler vermieden. In der Regel ist es nur bedingt möglich, Gänge zu überspringen. Derartige Schaltvorgänge werden von der Elektronik nur dann ausgeführt, wenn der Motor hierbei innerhalb eines zulässigen Drehzahlbereichs bleibt.
Bei LKW für den Fernverkehr kommen seit Mitte der 1980er Jahre solche automatisierten Getriebe zum Einsatz, bei denen der Fahrer den Gang vorwählt und die elektronische Steuerung des Getriebes über elektro-pneumatische Schaltzylinder das Getriebe schaltet. Bei der klassischen EPS von Daimler-Benz wählt der Fahrer beispielsweise den 6. Gang/niedrig aus und betätigt das Kupplungspedal. Dadurch wird die Steuerelektronik aktiviert und prüft, ob der Schaltvorgang aufgrund der Motordrehzahl und der Fahrgeschwindigkeit auch ausgeführt werden kann. Ist dies der Fall, schaltet die Steuerelektronik über die pneumatischen Schaltzylinder in den gewählten Gang. Verweigert sie den Schaltvorgang, weil der Motor zu hoch zu drehen droht, wird dies dem Fahrer durch einen Warnton angezeigt. In der Regel schaltet das Getriebe dann in den Leerlauf.
Neuere Systeme im LKW oder Reisebus schalten vollautomatisiert; ein Kupplungspedal fehlt meistens oder kann (sofern vorhanden) bei Bedarf ausgeklappt werden. Standardmäßig sind moderne LKW meist mit einem Zwölfgang-Getriebe (seltener 14 oder 16 Gänge) ausgestattet. Basis der LKW-Getriebe ist in der Regel ein Dreigang-Schaltgetriebe, das mit einer Splitgruppe und einer Range-Gruppe ergänzt ist, wodurch 12 Gangstufen (2×2×3) zur Verfügung stehen. Zusätzlich stehen optional meist bis zu 2 zusätzliche Kriechgänge zur Verfügung. Bei Rückwärtsfahrt werden meist die untersten 2 Gänge umgekehrt, je nach Getriebe auch bis zu 8.

##### Vor- und Nachteile
Die meisten Vorteile teilt das ASG mit dem manuellen Schaltgetriebe:
- verhältnismäßig einfacher mechanischer Aufbau
- gute Wirkungsgrade, weil keine Umlaufschmierung oder Planschverluste des Öls auftreten
- viele Gleichteile mit manuellen Schaltgetrieben, womit die große Stückzahl zu niedrigen Kosten führt

Zusätzlich bietet es weitere Vorteile:
- Die Bauweise ist kompakt, weil die Aktorik mit geringer Leistung auskommt, einfach und platzsparend gebaut werden kann.
- Die gesamte Aktorik des ASG wird nur während des Schaltvorgangs aktiv und verbraucht daher nur in dieser Situation Energie.
- Außerdem gelten die üblichen Vorteile automatischer Getriebe, wie Sicherheit gegen Abwürgen, Verschalten und Überdrehen des Motors und Strategien zum optimalen Verbrauch, zu besonderer Sportlichkeit oder zum motorschonenden Betrieb während der Kaltlaufphase.

Das ASG wird in manchen Fahrzeugen statt eines Handschaltgetriebes eingesetzt, um besondere Zulassungsvorschriften einzuhalten, da das Schaltprogramm den amtlichen Messzyklen zur Verbrauchs- und Abgasmessung so angepasst werden kann, dass es bessere Messergebnisse als im Handschalt-Messzyklus liefert. Das Fahrzeug wird dann dem Hersteller mit einem günstigeren Flottenverbrauch angerechnet, es kann aber für den Endkunden zu einem höheren Verbrauch oder reduziertem Beschleunigungsvermögen führen, was eigentlich auf eine Beschneidung der technischen Möglichkeiten zurückzuführen ist.
Die wesentlichen Nachteile sind:
- Zugkraftverlust während des Schaltvorgangs
- lange Schaltdauer (für ein Automatikgetriebe)

Die Nachteile führen besonders unter Last zu fühlbarem Schaltrucken.
Gegen die Nachteile nutzen neuere ASG eine zweite Vorgelegewelle, auf der wie beim DKG der Schaltvorgang für den jeweils benachbarten Gang vorbereitet werden kann, sodass die Zugkraftunterbrechung auf die Zeit für das kurzzeitige Lüften der Kupplung (50 ms beim ISR von Graziano im Lamborghini Aventador) reduziert wird.
Die ersten in Großserienfahrzeugen eingesetzten automatisierten Schaltgetriebe waren mit hydraulischer Aktorik 1997 der BMW M3, bei dem das vorhandene klassische Schaltgetriebe mittels Hydraulik zum automatisierten Getriebe aufgerüstet wurde, und 1998 der Smart Fortwo, der als erstes Fahrzeug ein elektromotorisch betätigtes, automatisiertes Schaltgetriebe bekam. Die Besonderheit beim Smart war, dass sein Getriebe ausschließlich automatisiert angeboten wurde und es die manuell betätigte Variante nur als Programmsperren-Änderung der Software in der Getriebesteuerung gab. Ein zunächst nur manuell zu schaltender Smart kann per Software-Änderung leicht automatisiert werden. Beide Getriebe wurden von der Firma Getrag entwickelt.

##### Verbreitung

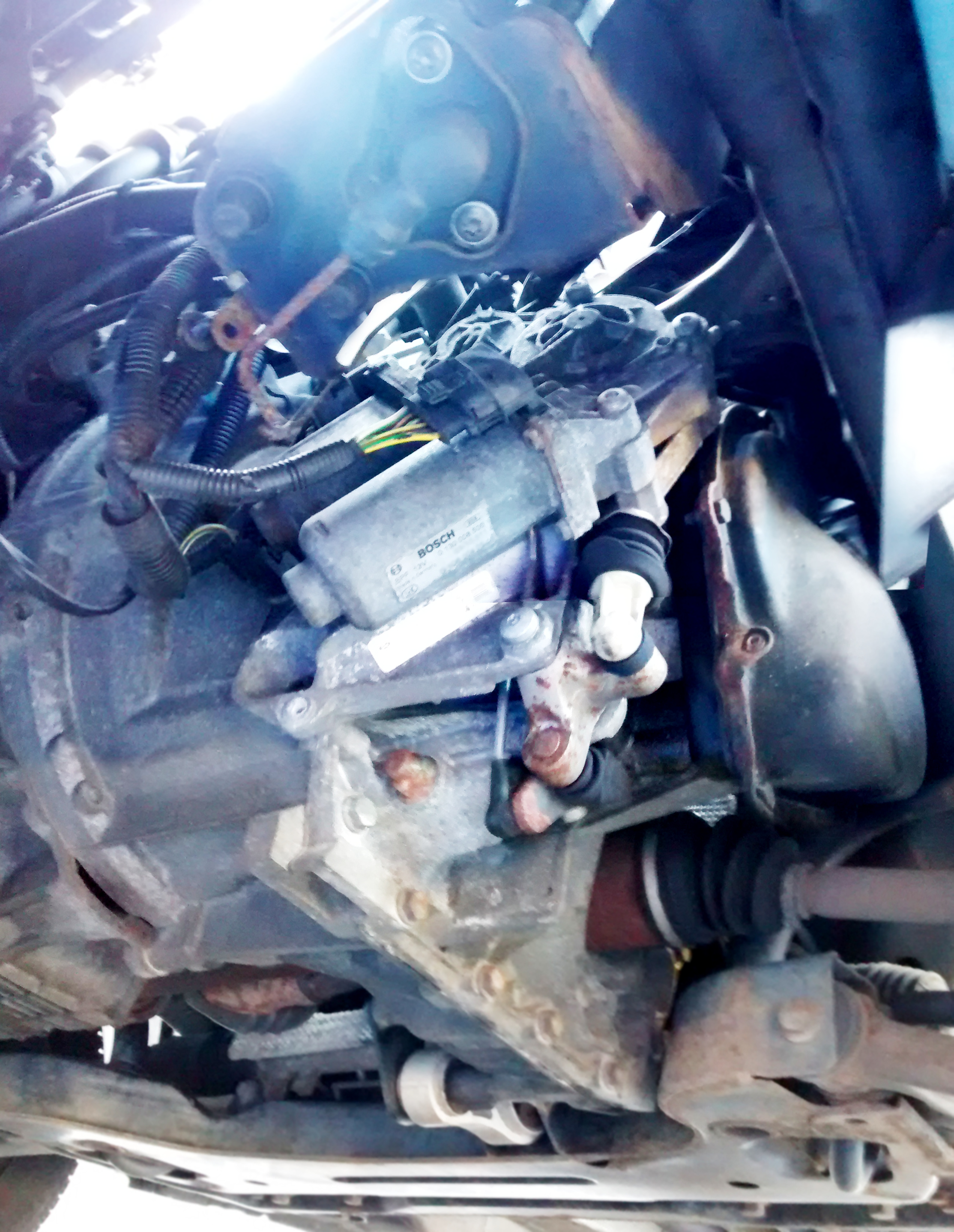
Im Ford Fiesta mit Durashift-EST stellen Gleichstromelektromotoren die Gänge des Schaltgetriebes, die Kupplung wird hydraulisch betätigt

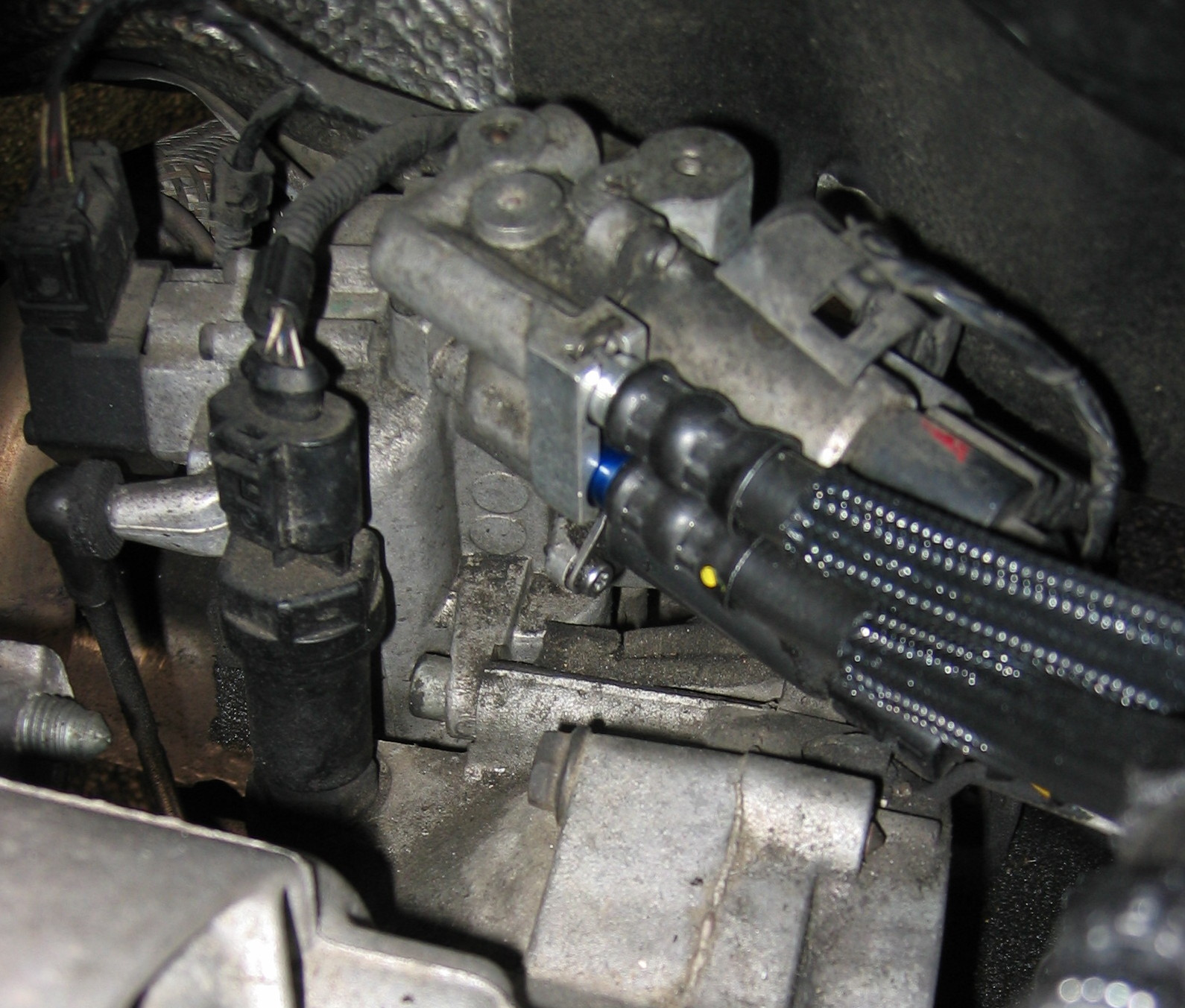
Hydraulischer Gangsteller im VW Lupo 3L

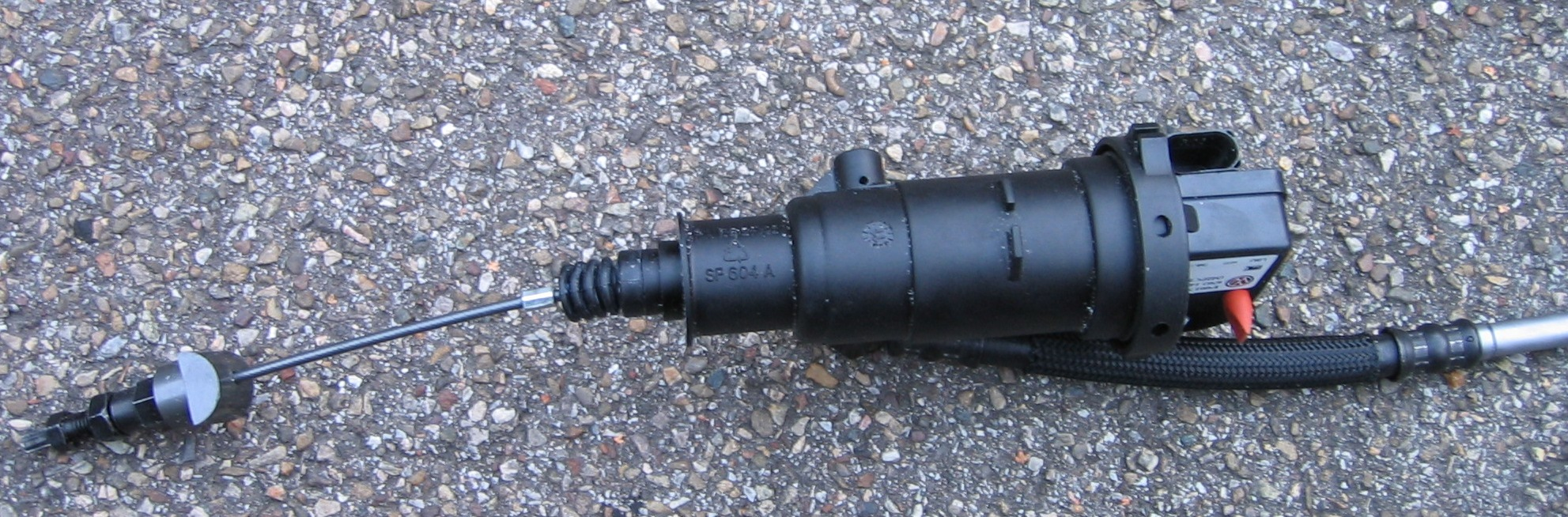
Hydraulischer Kupplungsnehmerzylinder des Lupo 3L

Wegen des günstigen Wirkungsgrades ist das ASG besonders in Kleinwagen eine beliebte Ausstattungsvariante, so unter anderem im Audi A2 1.2 TDI, Opel Corsa oder Smart; im VW Lupo 3L wurden ausschließlich ASG verbaut. Bei dem Dreiliter-Auto des VW-Konzerns machten jedoch die Getriebe mit relativ hohen Anteilen an Schadensfällen und mit sehr teuren Austauschgetrieben negativ auf sich aufmerksam.
Automatisierte Schaltgetriebe werden von diversen Fahrzeugherstellern mit verschiedenen Markenbezeichnungen angeboten:
- Alfa Romeo: Selespeed
- BMW: SMG
- Citroën: SensoDrive, EGS, EGS6 (Electronic Gear Shift = elektronische Gangschaltung), ETG6 (Efficient Tronic Gearshift)
- Fiat: Dualogic
- Ford: Durashift EST (Electronic Shift Technology)
- Honda: i-Shift
- Lamborghini: e-Gear und ISR (Independent Shifting Rods)
- Lancia: DFN (Dolce Far Niente, ital. für Süßes Nichtstun)
- Mercedes-Benz: Sprintshift / Sequentronic
- Mitsubishi: Allshift
- Opel: Easytronic
- Peugeot: 2-Tronic, EGS6
- Renault: Quickshift
- Smart: Softtip + Softtouch, bei neueren Modellen auch Softip + Softouch
- Toyota: MMT (MultiMode-Getriebe)
- Volkswagen: Shiftmatic (SMC)

#### Doppelkupplungsgetriebe
Eine Variante des automatisierten Schaltgetriebes ist das Doppelkupplungsgetriebe. Es besteht aus zwei Teilgetrieben mit dazugehörigen Kupplungen. Ein Teilgetriebe trägt die geraden Gänge, das andere die ungeraden Gänge. Der Rückwärtsgang kann beiden Teilgetrieben zugeordnet werden. Vor dem Schalten wird im lastfreien Zweig beim Beschleunigen der nächsthöhere bzw. beim Verzögern der nächstniedrigere Gang eingelegt. Dann wird die Kupplung des lastfreien Ganges geschlossen und gleichzeitig die des anderen geöffnet. Dadurch kann ohne Zugkraftunterbrechung geschaltet werden. Die für den Gangwechsel benötigte Zeit hängt nur davon ab, wie schnell die Kupplungen öffnen und schließen.
Es wird u. a. auch „Direktschaltgetriebe“ genannt, abgekürzt auch DSG, DKG, PDK, DCT, TCT.

##### Vor- und Nachteile
Die wesentlichen Vorteile des DKG sind:
- Schalten ohne Zugkraftunterbrechung, allerdings nur in benachbarte Gänge (kein Überspringen von Gängen möglich)
- sehr schnelle Schaltvorgänge, auch mit manueller Betätigung (für den Einsatz im Rennsport geeignet)
- guter Wirkungsgrad im Vergleich zu Wandler-Automatikgetrieben ohne Wandlerüberbrückung
- günstiger Platzbedarf bei Fahrzeugen mit frontal quer eingebauten Motoren[22]
- viele Gleichteile mit manuellen Schaltgetrieben, sodass die große Stückzahl zu günstigen Kosten führt
- die üblichen Vorteile von automatischen Getrieben, wie Sicherheit gegen Abwürgen, Verschalten und Überdrehen des Motors und Strategien zum optimalen Verbrauch, zu besonderer Sportlichkeit oder zum motorschonenden Betrieb während der Kaltlaufphase

Der Nachteil im Vergleich zum ASG ist der oft permanente Energiebedarf, um die Kupplung im Leistungszweig geschlossen zu halten.
Aufgrund ihrer Eigenschaften sind DSG eine Konkurrenz zu herkömmlichen Automaten mit Wandler und Planetengetriebe.

##### Verbreitung
Ursprünglich von Porsche in den 1980er-Jahren für den Rennsport entwickelt, waren Volkswagen und Audi die Vorreiter beim Einsatz dieser Technologie in der Großserie und konnten sich hiermit einen technologischen Vorsprung auf dem Markt erarbeiten. Seit 2002 ist ein Doppelkupplungsgetriebe in der Golf- und Passatklasse im Serieneinsatz (6-Gang, Zulieferer für die nasslaufende Kupplung ist BorgWarner). Die VW-interne Bezeichnung lautet DQ250 (für Doppelkupplung–Quereinbau–250 Nm, wobei es 320 Nm übertragen kann).
In den folgenden Jahren kam ein 7-Gang-DSG mit der internen Bezeichnung DQ200 (Polo und kleine Golfklasse) von VW heraus. Hierfür liefert LuK eine trockene Doppelkupplung.
Im Jahr 2009 kam das erste speziell für Audi entwickelte DSG mit der Bezeichnung DL501 mit dem Audi Q5 auf den Markt. Bei diesem Getriebe kommt wieder eine nasslaufende Doppelkupplung von BorgWarner zum Einsatz. DL501 steht für Doppelkupplung–Längseinbau–500 Nm und kommt in den Modellen A4, A5, A6 nach und nach zum Einsatz.
Zuletzt folgte im Herbst 2009 das DQ500 (7-Gang-DKG) für den VW-Bus T5; es wird seit Juni 2010 auch für den Tiguan angeboten. Die nasslaufende Kupplung wird vom VW Werk Kassel entwickelt und hergestellt, womit erstmals eine von VW eigenentwickelte Doppelkupplung zum Einsatz kommt.
Alle Varianten (DQ200, DQ250, DQ500 und DL501) werden im Volkswagenwerk Kassel gefertigt.
Seit Juli 2008 bietet Porsche für den neuen 911 das 7-Gang-PDK von ZF an. Für den Boxster und den Cayman ist es ebenfalls auf Bestellung erhältlich. Seit September 2009 gibt es das PDK auch für den Panamera und seit Oktober 2009 für den Turbo. Für den BMW M3 ist seit März 2008 ein Doppelkupplungsgetriebe mit sieben Vorwärtsgängen von Getrag erhältlich. Ford, Mitsubishi, Ferrari, Mercedes-Benz und Volvo haben seit 2008 ebenfalls Modelle mit Doppelkupplungsgetrieben von Getrag im Angebot.
Erstmals wird seit Sommer 2010 ein DKG in einem Serienmotorrad verbaut – einer Honda (VFR1200F).

### Wandler-Automatikgetriebe

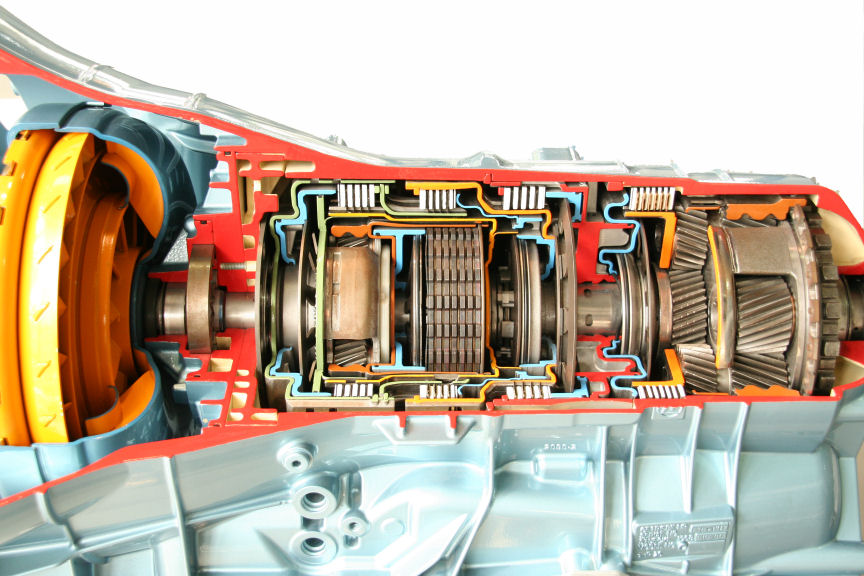
6-Stufen-Automatikgetriebe ZF 6HP26 für Leistungen bis 320 kW, Getriebeeingang (Motorseite) ist links am Wandler (gelb)

Ein Wandler-Automatikgetriebe unterscheidet sich im Aufbau von einem Schaltgetriebe im Wesentlichen durch folgende Punkte:
- die Übersetzungsverhältnisse (Gänge) werden mit einer unterschiedlichen Anzahl und Kombination von Planetengetrieben (siehe auch Lepelletier (6+ Stufen), Wilsonsatz (5 Stufen), Ravigneauxsatz (4 Stufen), Simpsonsatz (3 Stufen)) erreicht
- die Synchronisierungselemente sind (anders als beim ASG und DKG) Lamellenkupplungen, Lamellenbremsen, Freiläufe oder Bremsbänder (veraltet)
- als Anfahrelement dient eine hydraulische Kupplung (Föttinger-Kupplung, reiner Drehzahlwandler, veraltet) oder ein Drehmomentwandler (Trilok-Wandler)

#### Vor- und Nachteile
Als wesentliche Vorteile des Wandler-Automaten gelten:
- keine Zugkraftunterbrechung
- nahezu verschleißfreies Anfahren
- der Wandler dämpft Schwingungen im Antriebsstrang
- durch die Differenzdrehzahl zwischen Pumpe und Turbine des Wandlers wird das durch den Motor zur Verfügung gestellte Drehmoment erhöht (bis zu zweifache Drehmomentüberhöhung)
- der Wandler kann mit einer Wandlerkupplung ausgestattet sein, mit welcher der hydraulische Kreislauf überbrückt wird, wenn keine weitere Wandlerüberhöhung mehr benötigt wird (Wirkungsgrad); die bei geringeren Motordrehzahlen höheren Schwingungen werden durch einen Dämpfer verringert
- durch sogenannte Überschneidungsschaltungen sind die Schaltvorgänge kaum spürbar
- hohe Drehmomentdichte und kompakte Bauweise durch Planetenradsätze

Die bekanntesten Nachteile sind:
- schlechterer Wirkungsgrad und Verbrauchsnachteil, dies wird bei modernen Automatikgetrieben weitgehend ausgeglichen
- höheres Gewicht aufgrund der höheren Bauteilanzahl[14]
- Abschleppen mit rollender Antriebsachse ist nicht bei allen Modellen möglich, und wenn, dann nur über kurze Wegstrecken, weil ansonsten Schäden im Getriebe infolge Schmierungsmangels entstehen können, Abschleppen über lange Wegstrecken erfordert eine zweite Ölpumpe am Achsabtrieb (ältere Mercedes-Fahrzeuge)
- hohe Kosten, beispielsweise durch die Fertigung enger Toleranzen im hydraulischen Steuerkasten

In Ausnahmefällen wird bei Automatikgetrieben auch auf Planetenradsätze verzichtet, so zum Beispiel bei den Hondamatic-Getrieben und beim Automatikgetriebe der Mercedes-Benz A-Klasse (W 168). Der Aufbau solcher Getriebe ähnelt dem eines Schaltgetriebes. Das wesentliche Unterscheidungsmerkmal ist, dass statt Synchronisierungen und Schaltmuffen für jede Schaltstufe des Automatikgetriebes eine eigene Lamellenkupplung vorhanden ist.
Die kraftschlüssige Verbindung der einzelnen Planetensätze mit der Ein- und Ausgangswelle stellen Lamellenkupplungen her. Der Fahrbetrieb wird durch ein Fahr- und Schaltprogramm im Steuergerät vorgegeben. Die Steuerung des Getriebes erfolgte bis Ende der 1980er-Jahre hydraulisch. In der heutigen Zeit (Stand 2016) erfolgt die Steuerung elektronisch und die Betätigung der Schaltkupplungen mittels elektrisch angesteuerter Hydraulikventile.

#### Funktion und Steuerung
Im Drehmomentwandler wird aufgrund des Schlupfes ein Teil der Motorleistung in Form von Reibungswärme an das Öl abgegeben. Um den damit einhergehenden Wirkungsgradverlust zu verringern, werden heutige Wandler-Automatikgetriebe häufig mit einer Wandler-Überbrückungskupplung ausgerüstet, die nach dem Anfahren oder dem Wechsel der Fahrstufen einen direkten mechanischen Kraftschluss ermöglicht.
Des Weiteren wird für die Erzeugung des Hydraulikdrucks durch die Öldruckpumpe Energie benötigt. Durch die in der eingelegten Stufe nicht benötigten leer mitlaufenden Lamellenkupplungen werden zusätzliche Schleppverluste erzeugt, da die Kupplungen geöffnet sind. Durch diese Schleppverluste ist der Treibstoffverbrauch im Vergleich zu einem mit Schaltgetriebe ausgestatteten und ansonsten gleichen Fahrzeug höher. Moderne Automatikgetriebe bieten eine Wandlerüberbrückungskupplung schon ab dem ersten Gang, um diesen Mehrverbrauch an Kraftstoff zu reduzieren. Weitere Verbrauchsreduzierung ermöglicht die Standabkopplung, die das Getriebe bei Fahrzeugstillstand und betätigter Betriebsbremse in den Leerlauf schaltet und damit die Schleppverluste über den Wandler verhindert. Die Verbrauchsnachteile der Automatik zeigen sich in der Regel beim Normverbrauch im Gegensatz zu den im normalen Straßenverkehr auftretenden Verbräuchen kaum noch, da die Schaltpunkte auf die genormten Zyklen angepasst werden.
Ein Stufenwechsel erfolgt durch Abschalten eines Schaltelementes und gleichzeitiges Aufschalten des Schaltelementes für die nächsthöhere oder -niedrigere Stufe. Das zweite Schaltelement übernimmt also Stück für Stück das Drehmoment vom ersten, bis am Ende des Stufenwechsels das gesamte Drehmoment vom zweiten Schaltelement übernommen wird. Die Zeitspanne für diesen Schleifvorgang bewegt sich im zwei- bis dreistelligen Millisekundenbereich. Seit der Einführung elektronischer Getriebesteuerungen Ende der 1980er-Jahre wird, um das Getriebe vor Überlastung zu schützen und/oder eine bessere Schaltqualität zu erreichen, ein „Torque-Down-Request“ an das Motorsteuergerät übermittelt. Seit Ende der 1990er-Jahre erfolgt dies auch über den Controller Area Network. Das veranlasst die Motorsteuerung, das Antriebsmoment für die Dauer des Schaltvorgangs zu reduzieren. Ein weiteres Mittel zur Erhöhung der Schaltqualität ist, die Wandlerkupplung bei bestimmten Schaltsituationen zu öffnen. Die Gangwechsel zwischen den bis zu acht Übersetzungsstufen erfolgen sehr weich. Dass der Kraftfluss konstruktionsbedingt nicht vollständig unterbrochen wird, führt auch zum bekannten „Kriechen“ von Fahrzeugen mit gekuppeltem Automatikgetriebe, solange es sich nicht im Leerlauf befindet. Dieses Kriechen kann beim Rangieren sehr hilfreich sein.
Mit der elektronischen Regelung – beispielsweise mit der EGS – werden auch weitere Effekte erzielt: Bei niedrigen Fahrstufen ist es inzwischen üblich, das Drehmoment des Motors zu begrenzen. Dadurch können die Kupplungen im Automatikgetriebe kleiner ausgelegt werden und der restliche Antriebsstrang muss für ein geringeres Drehmoment ausgelegt werden, was diesen leichter und preiswerter macht. Wenn gleichzeitig die Bremse und das Gaspedal getreten werden, verhindert die Steuerung, dass der Motor den Antriebsstrang verspannt, überlastet und den Wandler überhitzt. Beim Kick-down wird zusammen mit der ASR der Radschlupf kontrolliert. Beim Durchdrehen eines Rades erfolgt die Regelung durch einen Bremseneingriff. Drehen alle angetriebenen Räder durch, wird die Motorleistung begrenzt.
Die Kickdown-Funktion (Übergas) ist schon bei frühen Wandler-Automatikgetrieben mit rein hydraulischer Regelung zu finden. Über das bloße Vollgas hinaus wird dabei mittels Betätigung des Kickdownschalters am Anschlag des Gaspedals ein Signal an die Steuerung des Automatikgetriebes gesandt. Die Automatik schaltet in die Fahrstufe mit der bestmöglichen Beschleunigung und bringt den Motor auf hohe Drehzahlen. Zweckmäßig ist die Anwendung des Kickdowns vor allem bei Überholvorgängen. Bei Fahrzeugen mit Geschwindigkeitsbegrenzer (Limiter; Funktion des Tempomaten) dient der Kickdown-Schalter zusätzlich dazu, den Limiter zu überbrücken und über die eingestellte Höchstgeschwindigkeit hinaus zu beschleunigen. Aufgrund dieser Funktionalität können auch Fahrzeuge mit Schaltgetriebe über die Kickdown-Funktion verfügen.
Beim Zurückschalten wird bei aufwendigeren Wandler-Automatikgetrieben das Prinzip der Mehrfach-Rückschaltung genutzt: Der Schaltvorgang findet im Wege der Sprungschaltung statt. So können auch mehrere Gangstufen übersprungen werden, um die maximale Beschleunigung abzurufen. Ein in modernen Fahrzeugen wählbares Schaltprogramm wird durch das Kickdown-Signal meist überlagert. Nach dem Beenden des Kickdown-Signals wird in die energetisch richtige Fahrstufe geschaltet.

#### Sicherheit
Fahrzeuge mit Wandler-Automatikgetriebe dürfen nach einem Ausfall – je nach Hersteller – nur über kurze Strecken oder gar nicht abgeschleppt werden, wenn die angetriebene Achse rollt. Ohne laufenden Motor wird bei den meisten Getrieben die Ölpumpe nicht angetrieben, so dass keine ausreichende Schmierung sichergestellt ist. Eine Ausnahme davon bilden Wandler-Automatikgetriebe mit einer zusätzlichen Sekundärölpumpe am Getriebeausgang, beispielsweise ältere Wandler-Automatikgetriebe von Mercedes-Benz.
In den 1980er-Jahren gab es Sicherheitsprobleme mit angeblichen „Selbstläufern“, das heißt Fahrzeugen, die ungewollt eine Fahrbewegung aufnahmen. In den USA erschienen TV-Berichte, in denen behauptet wurde, dass sich Fahrzeuge – vorwiegend Audi-Modelle – trotz Tritts auf die Bremse unerwartet in Bewegung gesetzt hätten. Eine abschließende Klärung wurde nicht erreicht, in der Folge haben sich jedoch einige Sicherheitsfunktionen eingebürgert:
- Der Zündschlüssel kann nur in der Stellung „P“ abgezogen werden, das Einrasten der Lenkradsperre bei rollendem Fahrzeug wird so verhindert.
- Der Motor kann nur in der Stellung „P“ und/oder „N“ gestartet werden. Ein Anrollen mit dem Start des Motors ist damit nicht möglich.
- Um die Stellung „P“ zu verlassen, muss die Bremse betätigt werden. Bei einigen Herstellern gilt dies auch für die Stellung „N“ (nur bei Fahrzeugstillstand). Der Fahrer wird dadurch gezwungen, beim Start das richtige Pedal zu betätigen. So soll ein Verwechseln des Gaspedals mit der Bremse vermieden werden.

Mit der Verbreitung dieser Vorkehrungen in Neufahrzeugen ist das Problem der Selbstläufer verschwunden. Inzwischen haben weitere Sicherungen Einzug gehalten. So steigert bei einigen Automatiken der Motor kaum mehr seine Leistung, wenn gleichzeitig das Bremspedal getreten wird. Ein Verspannen des Antriebsstranges und eine Überhitzung des Wandlers werden dadurch ausgeschlossen.

### Stufenlose Getriebe
- Continuously variable transmission (CVT) steht für Getriebe mit einem kontinuierlich variablen (begrenzten) Übersetzungsbereich, der dem von Schaltgetrieben entspricht. Nach dem DAF-Getriebe (Variomatic) gab es Versuche von Fiat, Subaru, Ford, Mini und Mercedes-Benz (unter der Bezeichnung Autotronic in der A-Klasse und B-Klasse), heute werden CVT-Getriebe unter der Bezeichnung Multitronic von Audi im A4 und größeren Modellen angeboten, unter der Bezeichnung Lineartronic von Subaru und einfach als CVT von Honda im Jazz und im Civic Hybrid. Suzuki verwendet CVTs von Jatco (SX4 S-Cross). Außerdem haben die meisten Motorroller und neuerdings auch manche Motorräder CVT-Getriebe.
- Infinitely Variable Transmission (IVT) hat einen unendlichen Übersetzungsbereich, d. h. bei 1:∞ steht die Getriebeausgangswelle still, obwohl die Eingangswelle mit dem laufenden Motor verbunden ist, so dass bei dieser Bauform keine Anfahrkupplung erforderlich ist.

Ein Planetengetriebe als Summiergetriebe oder Verteilgetriebe ist zwar nicht stufenlos, jedoch kann eine Eingangswelle pseudo-stufenlos agieren, sofern die zweite Eingangswelle des Summiergetriebes die Gesamtübersetzung regelt. Der zweite Eingang kann beispielsweise hydrostatisch (Traktoren), elektrisch (Toyota Prius) oder auch mechanisch (CVT) ausgeführt sein.

#### Vorteile
Diese Getriebebauform bietet folgende Vorteile:
- Entfall von Schaltstufen, dadurch
  - verbesserter Komfort, da Drehmoment- und Drehzahlwechsel kontinuierlich und nicht in Sprüngen erfolgt
  - keine Schaltpausen, da kein Gangwechsel ausgeführt wird
- Die Kennlinie der Übersetzung kann nach verschiedenen Kriterien ausgelegt werden:
  - geringerer Verbrauch, der Motor läuft immer im Bereich des günstigsten Momentanverbrauchs und im Schleppbetrieb kann durch die Übersetzungsanpassung das kleinste Schleppmoment gewählt werden
  - erhöhte Fahrdynamik: wenn maximale Beschleunigung erwartet wird, kann der Motor beim Beschleunigen immer unter maximaler Leistung laufen, die Fahrgeschwindigkeit wird alleine durch die Übersetzung des CVT angepasst
  - Geräusche: der Motor wird im jeweils leisesten Betriebsbereich gefahren
  - geringerer Abgasausstoß: der Motor wird im Betriebsbereich mit dem geringsten Schadstoffausstoß gefahren

#### Nachteile
- bei vielen Bauarten stark begrenzte Drehmomentkapazität
- erhöhter technischer Aufwand, teilweise spezielle Ölsorten erforderlich
- Wirkungsgrad kleiner als bei Zahnradgetrieben
- eingeschränkte Kundenakzeptanz

Die Drehmomentkapazität kann zum Beispiel mit einer Leistungsverzweigung verbessert werden. Dabei wird das stufenlose Getriebe mit einem summierenden oder verzweigenden Planetengetriebe kombiniert. Dadurch wird aber entweder die Spreizung der Übersetzung verringert, oder es verschlechtert sich der Gesamtwirkungsgrad der Getriebekombination.
Mit verbrauchsoptimierten Kennlinien kann der Nachteil des schlechteren Getriebe-Wirkungsgrades teilweise wettgemacht werden. Durch die Verbrauchsoptimierungen an den Motoren und breitere Drehzahlbänder für den günstigsten Kraftstoffverbrauch sind die Doppelkupplungsgetriebe derzeit die stärksten Konkurrenten der verbrauchsoptimierten CVT.
In der Praxis lassen sich einseitig optimierte Kennlinien mangels Kundenakzeptanz nicht realisieren, wodurch die theoretischen Vorteile gewissen Einschränkungen unterworfen sind.
Erfahrungsgemäß sind viele Fahrer nicht zufrieden, wenn das Fahrzeug beim Beschleunigen von Null auf z. B. 100 km/h stets mit der gleichen Motordrehzahl fährt („Gummibandeffekt“). Um dies zu vermeiden, bieten zahlreiche CVTs ein Schaltprogramm an, in dem sie mit festen Übersetzungsstufen arbeiten und so einen normalen Stufenautomaten imitieren. Technisch erforderlich ist diese Zusatzfunktion jedoch ausdrücklich nicht; die o. g. Unzufriedenheit einiger Nutzer ist ein rein psychologischer Effekt, der auf die mitunter jahrzehntelange Erfahrung mit herkömmlichen Schaltgetrieben oder Stufenautomaten und deren Charakteristik zurückzuführen ist.

#### Geschichte
CVTs mit Reibrädern wurden serienmäßig bis in die 1920er Jahre von verschiedenen kleineren Herstellern verwendet. Ab 1958 baute der niederländische Hersteller DAF Automobile mit Variomatic genannten Keilriemengetrieben. In diesem stufenlosen Getriebe läuft ein Keilriemen auf Riemenscheiben mit variabler Breite (siehe Continuously variable transmission).
Dieses Prinzip nach Van Doorne wurde inzwischen mit Schubketten aus Metallgliedern für höhere Drehmomente weiterentwickelt. Diese Getriebe wurden im Ford Fiesta, Fiat Uno und anderen verwendet. Audi kam um 2000 mit dem neuen Multitronic-Getriebe für leistungsstarke PKW auf den Markt. In ihm wirkt eine ziehende Wiegegelenkkette.
Der mit einem Hybridantrieb ausgestattete Toyota Prius hat ein pseudo-stufenloses Automatikgetriebe; ein Planetengetriebe mit Leistungsverzweigung überlagert die Drehzahlen und Drehmomente des Verbrennungs- und Elektromotors sowie des Elektrogenerators. Durch die elektronisch gesteuerte variable Aufteilung der Antriebsleistung auf Elektromotor und -generator kann das Verhältnis von Verbrennungsmotor-Drehzahl zu Abtriebsdrehzahl variiert werden.
Der mit einem Hybridantrieb ausgestattete Honda Civic Hybrid hat ein stufenloses CVT-Getriebe mit einem Drehmomentwandler als Anfahrelement.
Ähnlich wie das Getriebe des Prius funktionieren hydrostatische Getriebe mit Leistungsverzweigung, die vor allem bei Traktoren verbreitet sind. Die Leistung wird zwischen einem mechanischen Teil und einem stufenlosen hydrostatischen Teil aufgeteilt. Durch stufenloses Verstellen der Übersetzung im hydrostatischen Teil kann die Gesamtübersetzung geregelt werden. Um die Gesamtspreizung des Getriebes zu verbessern, haben solche Getriebe zum Teil noch zusätzliche Gangstufen. Ein Beispiel für eine solche Bauart ist das sogenannte „Variogetriebe“ des Traktorenherstellers Fendt, das mit hydraulischen Komponenten, gekoppelt über ein Planetengetriebe, funktioniert.

### Halbautomatische Getriebe und Getriebe mit Wandlerschaltkupplung
Eine Sonderform der Schaltgetriebe sind halbautomatische Getriebe, bei denen man nicht zu kuppeln braucht, aber selbst schaltet. Beim Berühren des Schalthebels wird automatisch ausgekuppelt und, wenn der nächste Gang eingelegt ist, wieder eingekuppelt. Prinzipiell sind sie mechanische Getriebe mit einer automatisch betätigten Einscheibenkupplung oder Magnetpulverkupplung.
Bei Getrieben mit einer Wandlerschaltkupplung (WSK) wird ein konventionelles Schaltgetriebe mit einem Drehmomentwandler kombiniert, der sich zwischen Motor und Kupplung befindet und ein vom konventionellen Automatikgetriebe her bekanntes komfortables verschleißfreies Anfahren und Rangieren ermöglicht. Um den Gang zu wechseln, muss der Fahrer wie bei einem normalen Schaltgetriebe die konventionelle Kupplung betätigen, um den Kraftfluss zu unterbrechen, und auch manuell schalten. Oft wird der Wandler ab einer bestimmten Drehzahl überbrückt, so dass der Kraftfluss ab diesem Zeitpunkt rein über die mechanische Kupplung übertragen wird. Dies erhöht den Wirkungsgrad des Getriebes. Heute wird diese Bauart vor allem bei Schwerlast- oder hochgeländegängigen LKW wie den MAN gl eingesetzt.
Bei einigen Fahrzeugen wurden auch beide Konzepte (halbautomatische Getriebe + WSK) kombiniert.
Beispiele für Fahrzeuge mit halbautomatischen Getrieben sind der im Ford 17 M, dem VW Käfer und Karmann Ghia, dem DKW F 11/12 u. AU 1000 und Opel Rekord (Olymat) verbaute Saxomat, ferner die bei Renault 4 CV und Dauphine auf Wunsch lieferbare Ferlec-Magnetpulver-Kupplung, die WSK mit zusätzlich automatisierter Kupplung beim Mercedes-Benz 219/220 S/220 SE (Hydrak), Porsche 911 (Sportomatic), NSU Ro 80 (serienmäßig), Citroën DS und Renault Frégate (Transfluide) oder die in neuerer Zeit im Citroën CX erhältliche C-Matic. Für den Trabant gab es unter der Bezeichnung Hycomat ein halbautomatisches Getriebe. Daimler Benz ging seinerzeit mit dem Hydrak einen Sonderweg. Der Hydrak arbeitete sehr zuverlässig mit hydraulischer Kupplung. Der von Opel angebotene Olymat wurde zwar von Fichtel & Sachs produziert, hatte aber im Gegensatz zum herkömmlichen Saxomat eine Doppelkupplung, damals als Duplokupplung bezeichnet, separat zum Anfahren und zum Schalten. Saxomat, Olymat und Hydrak erfreuten sich aber zu keiner Zeit besonders großem Zuspruch, obwohl der Aufpreis damals günstiger als ein Autoradio war. Saxomat und Olymat waren nicht besonders ausgereift und deshalb sehr unzuverlässig und kompliziert einzustellen. Bei Hydrak gab es diese Probleme allerdings nicht. Mit dem Erscheinen von Automatikgetrieben verloren die automatischen Kupplungssystem allerdings rasant an Bedeutung, obwohl Opel den Olymat bei Dreiganggetrieben bis 1970 optional anbot.
Seit den frühen 1990er-Jahren gibt es auch verlustfrei arbeitende Halbautomatikgetriebe mit automatischem Kupplungssystem, bei denen von Hand geschaltet und die herkömmliche Scheibenkupplung elektronisch-hydraulisch betätigt wird, beispielsweise beim Renault Twingo Easy, der Mercedes-Benz A-Klasse W168 mit automatischem Kupplungssystem (AKS), Saab und BMW mit der SMG Halbautomatik.

## Getriebe in Nutzfahrzeugen
Auch viele Nutzfahrzeuge benötigen ein Getriebe, das es erlaubt, den Drehzahlbereich des Verbrennungsmotors in einen für den Fahrbetrieb notwendigen Raddrehzahlbereich auszuweiten.
Beispielsweise liegt die Rangiergeschwindigkeit eines schweren LKW bei ca. 3 km/h. Diese wird bei einer Motordrehzahl von ca. 550/min realisiert. Im Fahrbetrieb fährt der LKW auf der Autobahn 89 km/h. Aus Verbrauchsgründen möchte man diese Geschwindigkeit (im Fernverkehr) bei ca. 1100/min erzielen. Mit einer Drehzahlspreizung des Verbrennungsmotors von 2 (550/min zu 1100/min) möchte man eine Geschwindigkeitsspreizung von 30 darstellen. Das heißt, dass sich die Übersetzung des kleinsten Ganges und die Übersetzung des größten Ganges um den Faktor 15 unterscheiden. Das Verhältnis der Übersetzung des größten Ganges zum kleinsten Gang nennt man Spreizung. Um die große Spreizung darzustellen und trotzdem eng abgestufte Gänge zu haben (gut für den Kraftstoffverbrauch) werden in schweren Lastwagen Getriebe mit 12 oder 16 Gängen eingesetzt. Solche Getriebe werden aus mehreren Teilgetrieben aufgebaut, dem sogenannten Vorschaltgetriebe (2 Stufen) dem Hauptgetriebe (3 oder 4 Stufen) und dem Gruppengetriebe (2 Stufen). Da sich die Stufen der Teilgetriebe multiplikativ kombinieren lassen, erhält man 12 bzw. 16 Gänge; da diese sich jedoch in ihren Übersetzungsfaktoren teilweise überschneiden können, sind mitunter nicht alle sinnvoll einsetzbar.
Die Rückwärtsgangfunktionalität (Drehrichtungsumkehr) wird im Hauptgetriebe realisiert. Dadurch wird auch der Rückwärtsgang mit den 2 Stufen des Vorschaltgetriebe und den 2 Stufen des Gruppengetriebes multipliziert und man erhält (zumindest technisch) vier Rückwärtsgänge. Häufig sind diese aber gesperrt und können nicht angewählt werden.
Leichte LKW verfügen in der Regel über 6 Gänge. Die Drehzahlspreizung des Motors ist beim leichten LKW größer und die Rangiergeschwindigkeit wird etwas höher ausgelegt, so dass 6 Gänge ausreichen (PKW ähnlicher).

### Vorschaltgetriebe
Bei diesem Getriebe handelt es sich um eine Erweiterung eines herkömmlichen Getriebes. Dabei wird auf der Eingangswelle eine zusätzliche Vorgelegestufe angebracht. Dies hat den Effekt, dass man jeden Gang in zwei Stufen durchfahren kann. Es gibt also für jeden Gang eine kleine und eine große Stufe. Der einzelne Gang wird also aufgeteilt, „gesplittet“. Dies bringt diesem Getriebe den Namen „Splitter“ und der Gesamtkonstruktion den Namen Split-Getriebe ein. Der Begriff Vorschaltgetriebe deutet darauf hin, dass dieses Getriebe vor dem Basisgetriebe installiert ist. Häufiger wird jedoch die Vorschalt-Gruppe direkt im Getriebe untergebracht.
Split-Getriebe finden sich in schweren LKW. Sie werden üblicherweise über einen Schalter am Ganghebel bedient. Wird nur der Splitter betätigt oder wird von einem hohen in den nächsthöheren niedrigen Gang geschaltet, so spricht man von „einen halben Gang hochschalten“. Wird von einem niedrigen in den nächstkleineren hohen Gang geschaltet, so schaltet man „einen halben Gang herunter“.

### Nachschaltgetriebe
Dieses Getriebe ist ein zwischen Basis-Getriebe und Kardanwelle verbautes zweistufiges Planetengetriebe. Hierdurch verdoppelt sich die Zahl der schaltbaren Gänge, in Englisch 'Range' ([reindʒ]). Daher heißen Konstruktionen, die ein solches Nachschaltgetriebe verwenden, auch Range-Getriebe, siehe auch Overdrive.
Man schaltet zunächst die Gänge des Basis-Getriebes und betätigt dann den Range-Gruppen-Umschalter. Dies erfolgt über einen Schalter am Ganghebel oder über das sogenannte „Überschlagen“. Bei ersterem wird vor dem Schaltvorgang der Schalter in die obere (große) Gruppe geschaltet, und dann der Ganghebel wieder in die Gasse des 1. Ganges geführt. Dies ist jedoch dann der 5. Gang bei einem 4-Gang-Basisgetriebe oder der 4. Gang bei einem 3-Gang-Basisgetriebe. Beim Überschlagen hat der Fahrer eine geteilte 8-Gang-Kulisse vor sich, die zwischen den Gassen des 3. und 4. Ganges und des 5. und 6. Ganges unterbrochen ist. Hier führt man den Ganghebel nach dem Durchfahren des 4. Ganges in Neutral und schlägt mit dem Handballen den Hebel nach rechts. Hierdurch wird die Range-Gruppe gewechselt und der Hebel federt in Neutral nun nicht mehr nach rechts, sondern nach links. Er befindet sich aus Fahrersicht nun vor der Gasse des 5. oder 6. Ganges. Tatsächlich liegt der Hebel vor dem 1. oder 2. Gang des Basisgetriebes, doch durch den Gruppenwechsel wird daraus nun der 5. bzw. der 6. Gang. Man spricht hier auch von einer „Doppel-H“-Schaltung. Solche Getriebe finden sich in schweren LKW.
Oftmals werden Vor- und Nachschaltgetriebe kombiniert, wodurch in schweren LKW bis zu 16 Fahrstufen zur Verfügung stehen.

### Automatisierte Range-Splitter-Gruppen-Getriebe
Moderne LKW sind größtenteils mit automatisierten Getrieben nach der obigen Definition ausgerüstet. Sie bieten niedrigen Kraftstoffverbrauch und einfache Bedienung.

#### Historie
Entwickelt wurden diese elektronischen Schalthilfen für Nutzfahrzeuge zu Beginn der 1980er-Jahre mit dem Wunsch nach Kraftstoffeinsparung, Schonung der Antriebskomponenten und auch einer Entlastung des Fahrers, was jedoch bei LKW-Fahrern in der Anfangszeit auf starke Ablehnung stieß.
1984 brachte Scania als erster Hersteller eine elektronische Schalthilfe unter der Bezeichnung CAG (Computer Aided Gearshift) auf den Markt. Der konventionelle Schalthebel wurde durch einen kleinen Joystick auf dem Motortunnel ersetzt. Eine Elektronik, die verschiedene Fahrtparameter wie Geschwindigkeit und Motordrehzahl erfasste, gab dem Fahrer eine Schaltempfehlung per Display im Instrumentenbrett. Akzeptierte der Fahrer den vorgeschlagenen Gang, brauchte er nur die Kupplung zu betätigen. Bei abweichender Gangwahl schaltete er den gewünschten Gang mit Hilfe des Joysticks. Bei einem Ausfall der Anlage ließ sich der Kasten mit dem Wahlschalter zur Seite klappen und ein konventioneller Schaltstock einstecken, der im Fahrzeug mitgeführt wurde.
Etwa ein Jahr später zogen Mercedes-Benz als Hersteller eigener Nutzfahrzeuggetriebe sowie der Friedrichshafener Zulieferer ZF mit der Produktion eigener Schalthilfen nach. Mercedes präsentierte auf der IAA 1985 die Elektropneumatische Schaltung (EPS), die im damals leistungsstärksten Modell 1644 serienmäßig angeboten wurde. Für kleinere Modelle sowie für den Reisebus O 303 war sie gegen Aufpreis erhältlich. Im Gegensatz zur CAG von Scania und einigen Modellen von ZF gab die EPS keine Schaltempfehlung, die Gangvorwahl musste daher zum Hoch- oder Herunterschalten immer durch ein Antippen des Hebels vor oder zurück erfolgen. Mit der Vorstellung der Actros-Reihe folgte 1996 die „Telligent“-Schaltung (Kofferwort aus Telematik und intelligent), zunächst als halb-, später als vollautomatische Schaltung.
Zeitgleich bot ZF als Hersteller unter anderem von LKW-Getrieben halbautomatische Schalthilfen unter der Bezeichnung AVS (Automatische Vorwählschaltung) an, die über Drucktasten, Schaltknauf oder einen Wippschalter am Lenkrad bedient werden konnten.
In der Handhabung sind jedoch alle anfänglichen Systeme weitgehend identisch: der Fahrer gibt über einen Schalter einen Schaltimpuls, welcher von der Elektronik und pneumatischen Stellzylindern umgesetzt wird.

#### Aktuell
Heute ist man dazu übergegangen, dem Fahrer nahezu jegliche Schaltarbeit abzunehmen. Lediglich Leerlauf und Rückwärtsgang werden bei allen Schalthilfen über besondere Tasten oder Tastenkombinationen bedient. In manchen vollautomatisierten Schaltgetrieben ist kein Kupplungspedal mehr vorgesehen, im Mercedes-Benz Actros ist es beispielsweise im Fußraum weggeklappt und kann optional eingesetzt werden. Da die Elektronik sämtliche Schalt- und Kupplungsvorgänge vollständig steuert, können hier auch unsynchronisierte Klauengetriebe eingesetzt werden, die in ihrer Bauform leichter und kompakter sowie im Betrieb schneller zu schalten sind. Diese vollautomatischen Schalthilfen dürfen jedoch nicht mit einem Automatikgetriebe mit Drehmomentwandler verwechselt werden.
Der Actros bietet Getriebe-Systeme an, bei denen per Vorwahl der nächstgünstigere oder auch manuell betätigte Gang gewählt werden kann. Der Gang wird von der Elektronik zunächst auf Plausibilität geprüft und dann beim Tritt auf das Kupplungspedal ggf. eingelegt. Vollautomatische Systeme, wie sie zuerst beim Iveco-Stralis und beim M.A.N.-TGA eingesetzt wurden, verzichten sogar auf das Kupplungs-Pedal. Hier wird die Motordrehzahl des Triebstranges über elektronische Befehle an die Einspritzpumpe oder die Motorbremse angepasst, wodurch sich eine Synchronisierung des Getriebes erübrigt. Hybride Systeme, wie das Opticruise aus dem Hause Scania, benötigen eine Kupplungsbetätigung des Fahrers nur noch zum Anfahren oder Anhalten des Fahrzeuges.
Neuere Nutzfahrzeuge besitzen oft nur noch zwölf Gänge, weil moderne Motoren nicht mehr als diese benötigen.
Oft wird nur noch per Anzeige über den eingelegten Gang von 1–12 informiert, der Fahrer kann aber in die Automatik aktiv eingreifen, indem er beispielsweise mit dem Lenk-Stock-Hebel (MAN) oder der Schaltkonsole (Daimler) manuell einen höheren oder niedrigeren Gang wählt. Die Schalt-Automatik beachtet auch Gaspedal-Änderungen (z. B. Kick-down).
Manche Automatiken können Gänge überspringen oder bieten spezielle Modi wie ein Freischaukel- oder das Rangier-Programm.

### Verteilergetriebe
Ein Verteilergetriebe ist ein nach dem Basis-Getriebe verbautes Getriebe. Es kann bei Fahrzeugen verwendet werden, bei denen mehrere Achsen angetrieben werden (Allradfahrzeug). Das Getriebe verteilt die Antriebsleistung auf mehrere (bei einem 4×4-Fahrzeug zwei) Achsen über einen Abtrieb je Achse. Je nach Typ können die einzelnen Achsen zu- und abgeschaltet werden.
Zusätzlich können im Verteilergetriebe auch Untersetzungen integriert sein – dies findet man häufig bei Geländewagen (Low-Range). Die Funktion des Verteilergetriebes ist nicht zu verwechseln mit Antriebsachsen, die einen integrierten Durchtrieb haben, wie beispielsweise schwere LKW mit 6×4-Antrieb.

### Hydraulische Getriebe
Motoren mit sehr hoher Drehmomentabgabe, die aufgrund des schmalen optimal nutzbaren Drehzahlbands ein Getriebe benötigen, sind zum Beispiel in Diesellokomotiven zu finden. Da sich bei konventionellen Getrieben beim Anfahren extrem hohe Anforderungen an eine Reibkupplung ergeben würden, werden im Bahnbetrieb häufig Strömungsgetriebe oder hydraulische Kraftübertragungen benutzt. Bei den verwendeten Getrieben wird ein Drehmomentwandler zum Anfahren genutzt, die einzelnen Gänge werden ohne Zugkraftunterbrechung geschaltet, indem eine Strömungskupplung geleert wird, während eine andere gleichzeitig mit Öl befüllt wird. Zum Teil kommen zusätzlich noch Überbrückungskupplungen zum Einsatz, um die Energieverluste durch Schlupf gering zu halten. Ein Beispiel für dieselhydraulisch angetriebene Lokomotiven ist die deutsche DB-Baureihe 218.
Die häufiger verwendete Alternative ist jedoch die elektrische Kraftübertragung, bei der ein Generator angetrieben wird, der Strom für elektrische Fahrmotoren liefert.

## Geräuscharme Gänge
In DIN 70020 „Kraftfahrzeugbau; Allgemeine Begriffe, Festlegung und Erläuterung“ vom April 1954 sowie vom Dezember 1950 waren „geräuscharme“ Gänge definiert: Über geräuscharm arbeitende Zahnradpaare laufende Gänge, also nicht der direkte Gang. Diese Festlegung wurde im Februar 1957 in DIN 70020 Blatt 3 „Allgemeine Begriffe im Kraftfahrzeugbau; Leistungen, Geschwindigkeiten, Beschleunigung, Verschiedenes“ übernommen.

## Getriebe für andere Funktionen in Kraftfahrzeugen
Auch an anderen Stellen außerhalb des Antriebsstrangs finden sich Getriebe: Die Scheibenwischer werden von einem Elektromotor über Getriebe bewegt. Gleiches gilt auch bei elektrischen Fensterhebern. Auch die Sitzverstellung mittels Drehrädern oder Stellmotoren zur Lehnenneigungseinstellung erfolgt über Getriebe. Auch Öffnungsmechanismen von Türen und Hauben oder die Übertragung einer Pedalbewegung auf ein Fahrzeugaggregat sind im maschinenbaulich-kinematischen Sinn ein Fahrzeuggetriebe: Die Schwenkbewegung des Pedals wird über eine Druckstange beispielsweise in eine lineare Bewegung oder eine Drehbewegung umgesetzt. Der flüssigkeitsgebundene Weg der Kraftübertragung zwischen Bremspedal und Radbremszylindern stellt ferner ein hydraulisches Getriebe dar.